# História do Partido Democrata dos Estados Unidos
O Partido Democrata é um dos dois principais partidos políticos do sistema político dos Estados Unidos e o mais antigo partido político ativo do país. Fundado em 1828, é também o partido político baseado em eleitores mais antigo ainda em atividade no mundo. Ao longo de quase dois séculos de existência, o partido passou por mudanças significativas. Originalmente conhecido como o partido do "homem comum", o Partido Democrata inicial defendia os direitos individuais e a soberania dos estados, opondo-se a bancos e tarifas elevadas. Nas primeiras décadas de sua história, entre 1832 e meados da década de 1850 (período conhecido como Segundo Sistema de Partidos [en]), sob as presidências de Andrew Jackson, Martin Van Buren e James K. Polk, os democratas geralmente superavam o opositor Partido Whig por margens estreitas.
Antes da Guerra Civil Americana, o partido geralmente apoiava a escravidão ou insistia que a questão deveria ser decidida pelos estados. Após a guerra, até a década de 1940, opôs-se a reformas de direitos civis para manter o apoio dos eleitores brancos do Sul. O Partido Republicano, organizado em meados da década de 1850 a partir dos remanescentes do Partido Whig e dos democratas do Solo Livre, dominou a política presidencial de 1860 a 1928. Nesse período, os democratas elegeram apenas dois presidentes: Grover Cleveland (em 1884 e 1892) e Woodrow Wilson (em 1912 e 1916). No entanto, os democratas foram mais competitivos na política congressional, conquistando a maioria na Câmara dos Representantes (como no 65º Congresso [en]) em 15 dos 36 Congressos eleitos, graças, em grande parte, à sua dominância no Sul Sólido, embora tenham obtido maioria no Senado em apenas cinco desses. O partido era dividido entre os Democratas Bourbon [en], que representavam interesses comerciais do Leste, e os elementos agrários, que defendiam os fazendeiros pobres do Sul e do Oeste. Após a vitória esmagadora dos republicanos nas eleições para a Câmara dos Representantes dos Estados Unidos em 1894 [en], o segmento agrário, sob o lema do prata livre [en] (ou seja, a favor da inflação), assumiu o controle do partido. Eles indicaram William Jennings Bryan como candidato nas eleições presidenciais de 1896, 1900 e 1908, embora ele tenha sido derrotado em todas. Tanto Bryan quanto Wilson foram líderes do movimento progressista nos Estados Unidos (décadas de 1890 a 1920), opondo-se à expansão imperialista no exterior enquanto promoviam reformas liberais internamente, apesar de apoiarem o racismo e a discriminação contra negros em cargos governamentais e outras áreas.
A partir de Franklin D. Roosevelt, o partido dominou durante o Quinto Sistema Partidário [en], que se estendeu de 1932 até cerca dos anos 1970. Em resposta ao Crash da Bolsa de 1929 e à subsequente Grande Depressão, o partido adotou políticas e programas de liberalismo social, como a Coalizão do New Deal [en], para enfrentar crises financeiras e fechamentos emergenciais de bancos, medidas que se estenderam até a Segunda Guerra Mundial. Após a morte de Roosevelt em abril de 1945, os democratas mantiveram a Casa Branca, elegendo Harry S. Truman em 1948 para um mandato completo. Nesse período, o Partido Republicano elegeu apenas um presidente (Dwight D. Eisenhower, em 1952 e 1956) e foi minoria no Congresso em quase todos os momentos, exceto entre 1947-1949 e 1953-1955. A presidência de comissões importantes era automaticamente atribuída por senioridade, o que dava poder especialmente aos sulistas de longa data. Líderes democratas notáveis desse período incluíram os presidentes Truman (1945-1953), John F. Kennedy (1961-1963) e Lyndon B. Johnson (1963-1969). O republicano Richard Nixon venceu a Casa Branca em 1968 e 1972, marcando o fim da era do New Deal; ainda assim, os democratas mantiveram grande sucesso na Câmara, controlando-a por 42 anos (de 1953 até a Revolução Republicana em 1995).
Os democratas venceram cinco das últimas doze eleições presidenciais, triunfando nas eleições de 1992 e 1996 (com Bill Clinton, 1993-2001), 2008 e 2012 (com Barack Obama, 2009-2017) e 2020 (com Joe Biden, 2021-2025). Também conquistaram o voto popular em 2000 e 2016, mas perderam o Colégio Eleitoral em ambas (com os candidatos Al Gore e Hillary Clinton, respectivamente). Essas foram duas das quatro eleições presidenciais em que os democratas ganharam o voto popular, mas perderam o Colégio Eleitoral [en], sendo as outras as eleições de 1876 e 1888.

## Fundação: 1820–1828
O Partido Democrata moderno surgiu no final da década de 1820 a partir de facções remanescentes do Partido Democrata-Republicano, fundado por Thomas Jefferson em 1793, que entrou em colapso por volta da 1824. Foi estruturado por Martin Van Buren, que reuniu diversas organizações estaduais para formar um novo partido como veículo para eleger Andrew Jackson, do Tennessee. O padrão e a velocidade de formação variaram de estado para estado. Em meados da década de 1830, quase todos os partidos democratas estaduais estavam uniformizados. O ano comumente apontado como o da fundação do partido é 1828 (8 de janeiro), o que o torna o partido político mais antigo do mundo.

## Ascendência Jacksoniana: 1829–1841

### Presidência de Andrew Jackson (1829–1837)

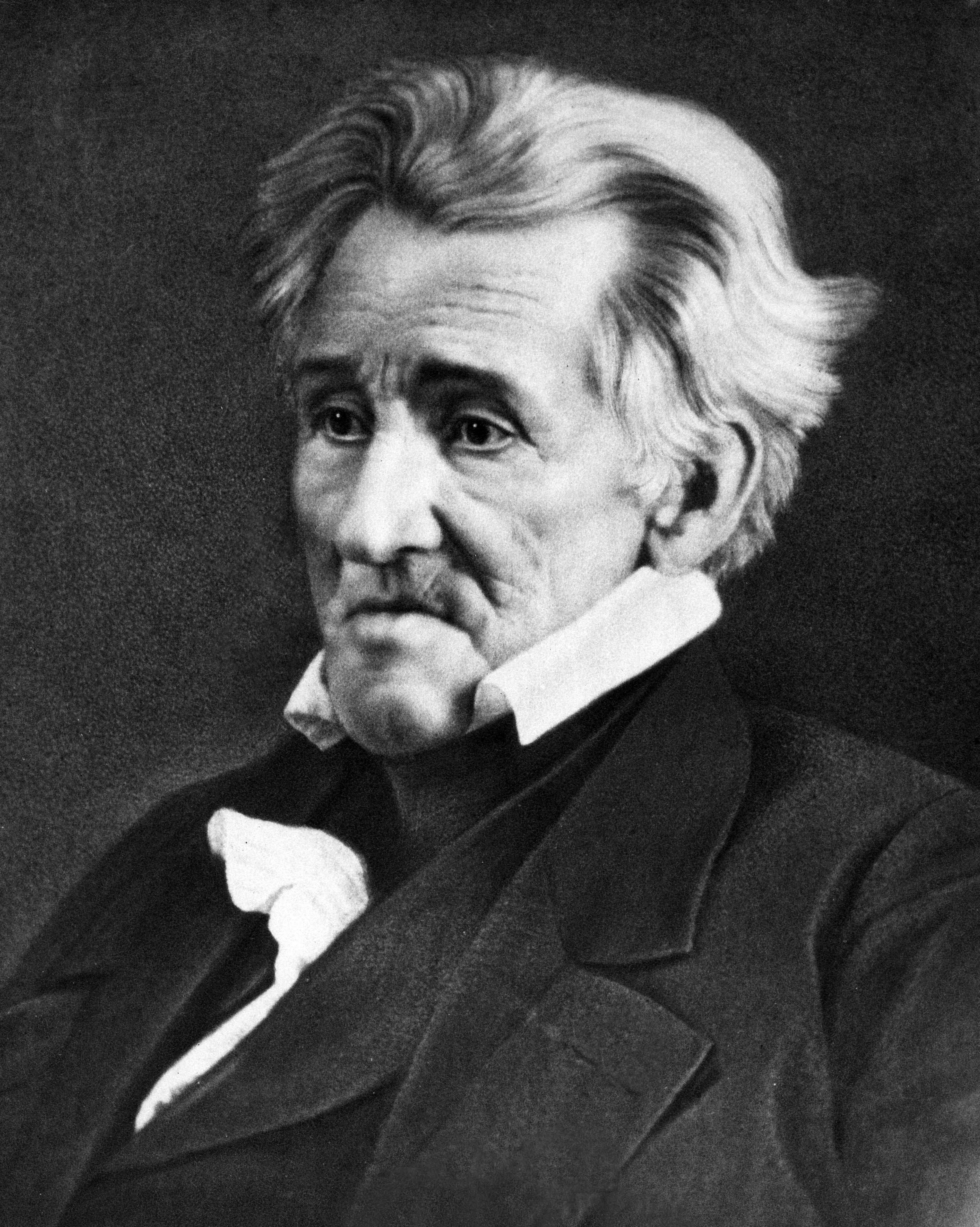
Andrew Jackson, fundador do Partido Democrata e o primeiro presidente eleito por ele.

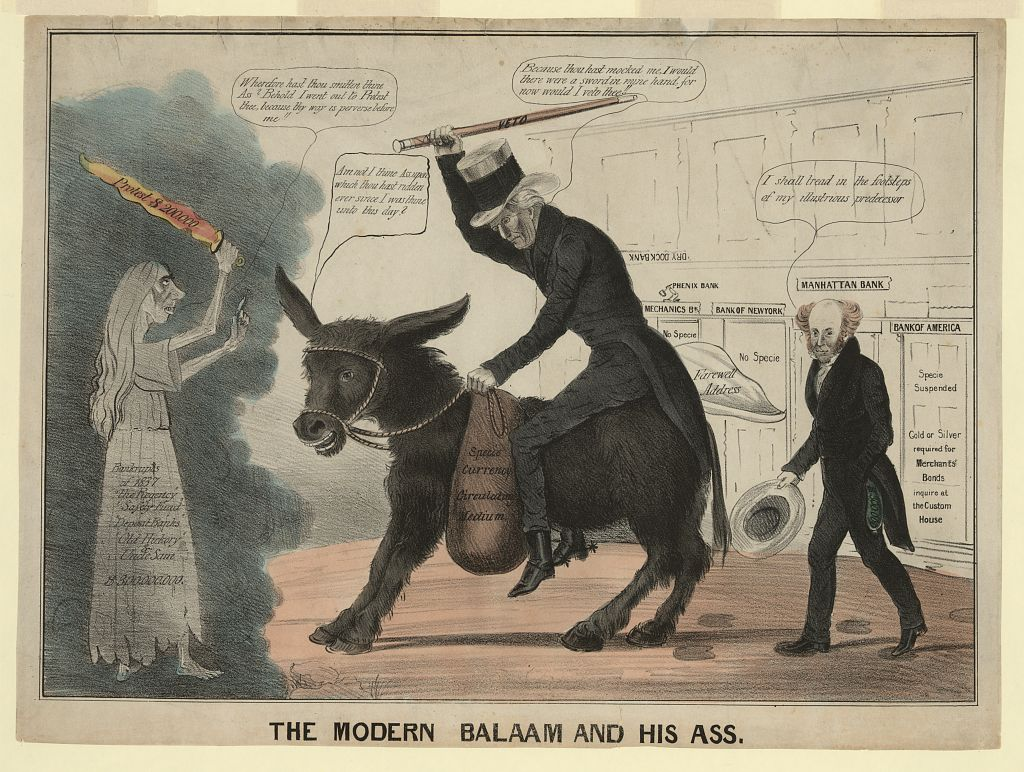
Cartum de 1837 retratando Jackson conduzindo um burro que se recusava a segui-lo, simbolizando que os democratas não seriam guiados pelo ex-presidente.

O espírito da democracia jacksoniana animou o partido do início da década de 1830 até os anos 1850, moldando o Segundo Sistema Partidário, com o Partido Whig como principal oposição. Após o desaparecimento dos federalistas depois de 1815 e a Era dos Bons Sentimentos (1816–1824), houve um hiato de facções pessoais pouco organizadas até cerca de 1828–1832, quando o Partido Democrata moderno emergiu ao lado de seu rival, os whigs. O novo Partido Democrata tornou-se uma coalizão de fazendeiros, trabalhadores urbanos e católicos irlandeses. Ambos os partidos esforçaram-se para construir organizações de base e maximizar a participação dos eleitores, que frequentemente alcançava 80% ou 90% dos eleitores aptos. Ambos utilizavam amplamente o clientelismo para financiar suas operações, que incluíam as emergentes máquinas políticas das grandes cidades e redes nacionais de jornais.

Por trás das plataformas partidárias, discursos de aceitação dos candidatos, editoriais, panfletos e discurso de campanha [en], havia um amplo consenso de valores políticos entre os democratas. Como explica um livro didático coautorado por Mary Beth Norton [en]:
Os democratas representavam uma ampla gama de visões, mas compartilhavam um compromisso fundamental com o conceito jeffersoniano de uma sociedade agrária. Eles viam o governo central como inimigo da liberdade individual. O "acordo corrupto [en]" de 1824 reforçara sua desconfiança da política de Washington. [...] Os jacksonianos temiam a concentração de poder econômico e político. Acreditavam que a intervenção governamental na economia beneficiava grupos de interesse especial e criava monopólios corporativos que favoreciam os ricos. Buscavam restaurar a independência do indivíduo – o artesão e o pequeno agricultor – encerrando o apoio federal a bancos e corporações e restringindo o uso de papel-moeda, na qual desconfiavam. Sua definição do papel apropriado do governo tendia a ser negativa, e o poder político de Jackson era amplamente expresso em atos negativos. Ele usou o veto mais vezes do que todos os presidentes anteriores juntos. Jackson e seus apoiadores também se opunham à reforma como movimento. Reformadores ansiosos por transformar seus programas em legislação defendiam um governo mais ativo. Mas os democratas tendiam a se opor a programas como a reforma educacional e o estabelecimento de um sistema de escolas públicas [...]. Tampouco Jackson compartilhava das preocupações humanitárias dos reformadores. Ele não tinha simpatia pelos índios americanos, iniciando a remoção dos Cherokee ao longo da Trilha das Lágrimas.
O partido era mais fraco na Nova Inglaterra, mas forte em todas as outras regiões e venceu a maioria das eleições nacionais graças à sua força em Nova York, Pensilvânia, Virgínia (os estados mais populosos da época) e na fronteira americana. Os democratas opunham-se a elites e aristocratas, ao Banco dos Estados Unidos e aos programas modernizantes dos whigs que buscavam desenvolver a indústria em detrimento do pequeno agricultor independente.

O partido era conhecido por seu populismo. O historiador Frank Towers destacou uma importante divisão ideológica: 
Os democratas defendiam a 'soberania do povo', expressa em demonstrações populares, convenções constitucionais e a regra da maioria como princípio geral de governo, enquanto os whigs advogavam pelo estado de direito, constituições escritas e imutáveis, e proteções aos interesses das minorias contra a tirania da maioria.
Em sua origem, o Partido Democrata era o partido do "homem comum" e opunha-se à abolição da escravidão.
Entre 1828 e 1848, bancos e tarifas foram as questões centrais da política doméstica. Os democratas favoreciam fortemente – e os whigs opunham-se – a expansão para novas terras agrícolas, como exemplificado pela expulsão dos índios americanos do leste e a aquisição de vastas áreas de terra no Oeste após 1846. O partido apoiava a guerra contra o México e opunha-se ao nativismo anti-imigrante. Na década de 1830, os Locofocos [en] na cidade de Nova York eram radicalmente democráticos, antimonopólio e defensores do hard money [en] e do livre comércio. Seu principal porta-voz era William Leggett [en]. Nessa época, os sindicatos eram poucos, e alguns estavam vagamente afiliados ao partido.

### Presidência de Martin Van Buren (1837–1841)

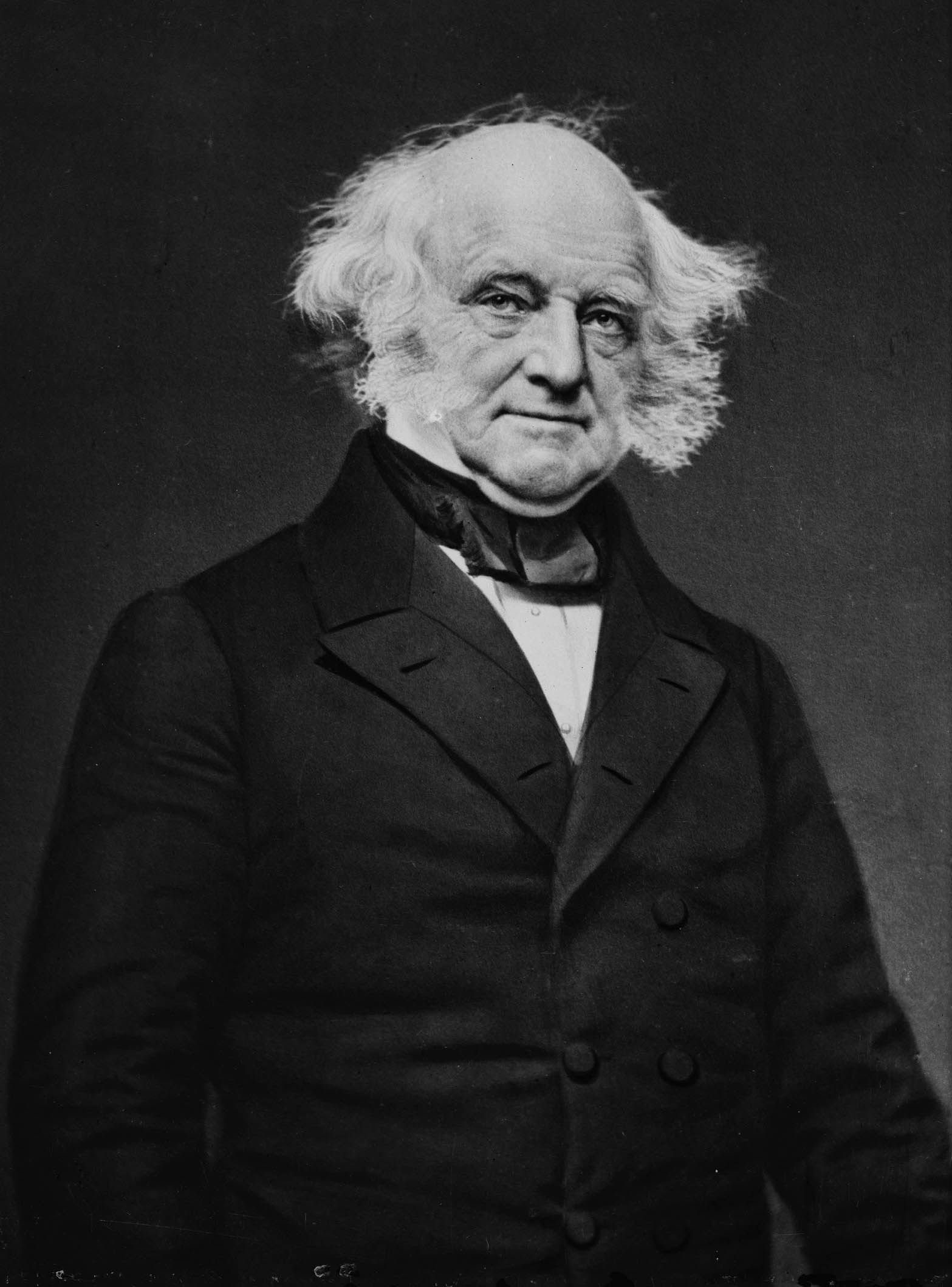
Martin Van Buren

A presidência de Martin Van Buren foi marcada por uma prolongada depressão econômica conhecida como Pânico de 1837, que comprometeu seu governo. Seu mandato promoveu o uso de hard money baseado em ouro e prata, a criação de um tesouro federal independente, um papel reduzido do governo na economia e uma política liberal para a venda de terras públicas a fim de incentivar o povoamento. Os democratas, sob sua liderança, opuseram-se a tarifas altas para estimular a indústria. As políticas de Jackson foram mantidas, como a remoção dos índios e a Trilha das Lágrimas. Van Buren pessoalmente desaprovava a escravidão, mas preservou os direitos dos escravocratas. Apesar disso, era visto com desconfiança no Sul.

A convenção democrata de 1840 [en] foi a primeira em que o partido adotou uma plataforma oficial. Os delegados reafirmaram sua crença de que a Constituição era o guia principal para os assuntos políticos de cada estado. Para eles, isso significava que todas as funções do governo federal não especificamente definidas cabiam aos governos estaduais, incluindo responsabilidades como dívidas geradas por projetos locais. O poder descentralizado e os direitos dos estados permeavam todas as resoluções adotadas na convenção, abrangendo temas como escravidão, impostos e a possibilidade de um banco central. Sobre a escravidão, a convenção aprovou a seguinte resolução:
Resolvido que o Congresso não tem poder, sob a Constituição, de interferir ou controlar as instituições domésticas dos vários estados, e que tais estados são os únicos e apropriados juízes de tudo o que pertence aos seus próprios assuntos, não proibido pela Constituição; que todos os esforços dos abolicionistas ou outros, feitos para induzir o Congresso a interferir nas questões de escravidão ou dar passos iniciais a esse respeito, são calculados para levar às consequências mais alarmantes e perigosas, e que todos esses esforços têm uma tendência inevitável de diminuir a felicidade do povo e ameaçar a estabilidade e permanência da União, não devendo ser tolerados por nenhum amigo de nossas instituições políticas.

## Harrison e Tyler (1841–1845)
O Pânico de 1837 resultou na perda de popularidade de Van Buren e dos democratas. Os whigs indicaram William Henry Harrison como candidato na eleição presidencial de 1840. Harrison venceu, tornando-se o primeiro presidente do Partido Whig. No entanto, faleceu um mês após tomar posse, sendo sucedido por seu vice-presidente, John Tyler. Tyler, que recentemente abandonara os democratas para se juntar aos whigs, tinha crenças pouco alinhadas com o partido. Durante seu mandato, vetou a maioria das principais propostas whigs, o que levou o partido a renegá-lo. Isso abriu caminho para os democratas retomarem o poder em 1845.

## Presidência de James K. Polk (1845–1849)
A política externa foi uma questão central na década de 1840, com a ameaça de guerra contra o México por causa do Texas e contra o Reino Unido devido ao Oregon. Os democratas apoiavam fortemente o Destino Manifesto, enquanto a maioria dos whigs se opunha com veemência. A eleição de 1844 foi um confronto decisivo, com o democrata James K. Polk derrotando por pouco o whig Henry Clay na questão do Texas.

A análise de John Mack Faragher [en] sobre a polarização política entre os partidos destaca:
A maioria dos democratas apoiava entusiasticamente a expansão, enquanto muitos whigs (especialmente no Norte) se opunham. Os whigs acolhiam a maioria das mudanças trazidas pela industrialização [en], mas defendiam políticas governamentais fortes para guiar o crescimento e o desenvolvimento dentro das fronteiras existentes do país; eles temiam (com razão) que a expansão levantasse a questão controversa da extensão da escravidão aos territórios. Por outro lado, muitos democratas temiam a industrialização que os whigs acolhiam... Para muitos democratas, a solução para os males sociais da nação era continuar seguindo a visão de Thomas Jefferson de estabelecer a agricultura nos novos territórios para contrabalançar a industrialização.

### Divisão do Solo Livre
Na eleição de 1848, uma grande inovação foi a criação do Comitê Nacional Democrata (DNC) para coordenar as atividades estaduais na disputa presidencial. O senador Lewis Cass, que ocupou diversos cargos ao longo dos anos, perdeu para o general Zachary Taylor, do Partido Whig. Um fator decisivo para a derrota foi a divisão do voto democrata pelo novo Partido Solo Livre, que se opunha à expansão da escravidão. O Partido do Solo Livre atraiu democratas e alguns whigs, ganhando apoio significativo no Nordeste. O ex-presidente democrata Van Buren concorreu como candidato do Solo Livre em 1848 e terminou em segundo lugar, à frente de Cass, nos estados antiescravagistas de Vermont e Massachusetts e em seu estado natal, Nova York. Se Cass tivesse vencido Nova York, como Polk fizera quatro anos antes, ele teria ganhado a eleição. Os defensores do Solo Livre alertavam que os ricos escravocratas se mudariam para novos territórios, como Nebraska, comprariam as melhores terras e as trabalhariam com escravos. Para proteger o agricultor branco, era essencial manter o solo "livre" – isto é, sem escravidão. Em 1852, com um candidato menos conhecido que Van Buren, o movimento do Solo Livre foi bem menor, consistindo principalmente de ex-membros do Partido da Liberdade e alguns abolicionistas. Ele hesitou na questão da igualdade total, pois a maioria queria alguma forma de separação racial para permitir o ativismo negro sem alienar a esmagadora oposição do Norte aos direitos iguais para homens negros.

## Taylor e Fillmore (1849–1853)
Quando o vice-presidente whig Millard Fillmore [en] substituiu Taylor, os democratas no Congresso, liderados por Stephen Douglas, aprovaram o Compromisso de 1850, projetado para evitar uma guerra civil ao resolver a questão da escravidão e os problemas envolvendo territórios adquiridos após a guerra com o México. No entanto, estado após estado, os democratas obtiveram pequenas, mas permanentes, vantagens sobre o Partido Whig, que finalmente colapsou em 1852, enfraquecido fatalmente pela divisão sobre escravidão e nativismo. A oposição fragmentada não conseguiu impedir a eleição dos democratas Franklin Pierce na eleição de 1852 e James Buchanan na eleição de 1856.

## Presidências de Franklin Pierce (1853–1857) e James Buchanan (1857–1861)

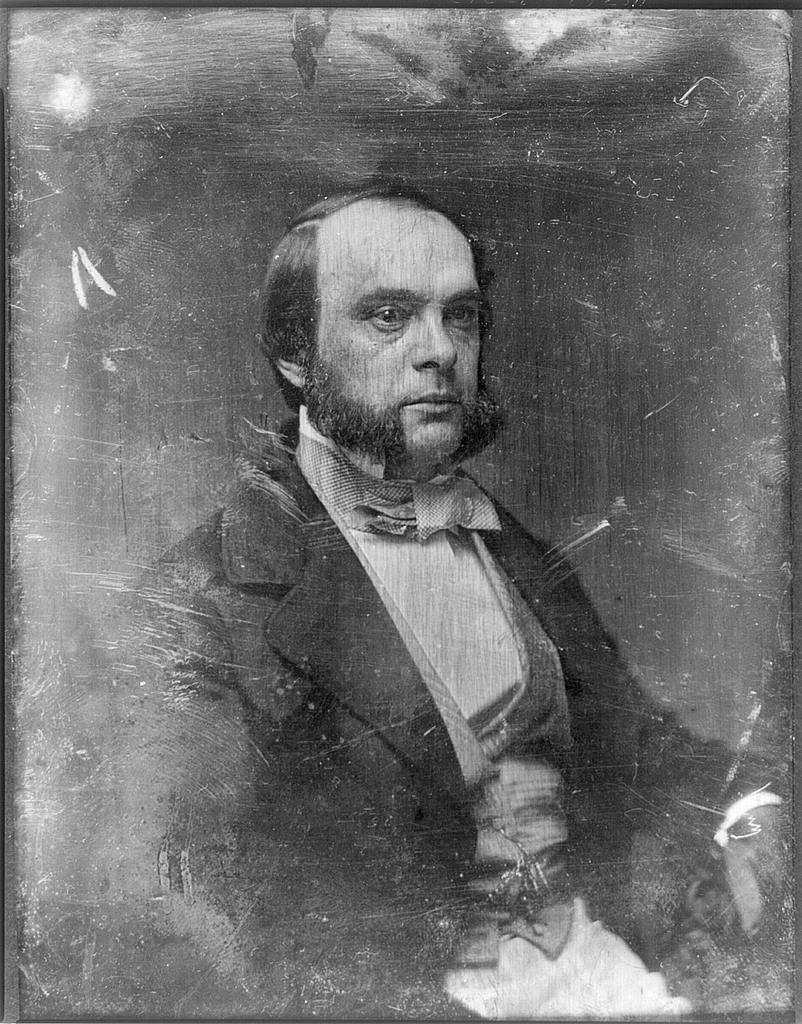
August Belmont: presidente do DNC por 12 anos durante e após a Guerra Civil.

Os oito anos durante os quais Franklin Pierce e James Buchanan ocuparam a presidência foram desastrosos; os historiadores concordam que eles estão entre os piores presidentes. O partido dividiu-se cada vez mais em linhas regionais sobre a questão da escravidão nos territórios. Quando o novo Partido Republicano foi formado em 1854, muitos democratas antiescravagistas ("Solo Livre") do Norte desertaram e se juntaram a ele. Em 1860, dois democratas concorreram à presidência, e os Estados Unidos caminhavam rapidamente para a guerra civil.

### América Jovem
As décadas de 1840 e 1850 foram o auge de uma nova facção de jovens democratas chamada "América Jovem". Liderada por Stephen A. Douglas, James K. Polk, Franklin Pierce e o financista de Nova York August Belmont [en], essa facção rompeu com as ortodoxias agrárias e de construção estrita [en] do passado, abraçando comércio, tecnologia, regulamentação, reforma e internacionalismo. O movimento atraiu um círculo de escritores notáveis, incluindo William Cullen Bryant, George Bancroft, Herman Melville e Nathaniel Hawthorne. Eles buscavam independência dos padrões europeus de alta cultura e queriam demonstrar a excelência e o excepcionalismo da tradição literária americana.
Na política econômica, a América Jovem via a necessidade de uma infraestrutura moderna com ferrovias, canais, telégrafos, estradas de pedágio e portos. Eles endossavam a "revolução do mercado [en]" e promoviam o capitalismo. Defendiam concessões de terras do Congresso aos estados, permitindo que os democratas alegassem que as melhorias internas [en] eram patrocinadas localmente, não federalmente. A América Jovem afirmava que a modernização perpetuaria a visão agrária da democracia jeffersoniana, permitindo que os pequenos agricultores vendessem seus produtos e prosperassem. Eles ligavam as melhorias internas ao livre comércio, aceitando tarifas moderadas como uma fonte necessária de receita governamental. Apoiaram o Tesouro Independente [en] (a alternativa jacksoniana ao Segundo Banco dos Estados Unidos) não como um esquema para suprimir os privilégios da elite financeira whig, mas como um dispositivo para espalhar prosperidade a todos os Americanos.

### Colapso do Segundo Sistema Partidário (1854–1859)
Os confrontos seccionais escalaram durante a década de 1850, e a divisão no Partido Democrata entre o Norte e o Sul tornou-se mais profunda. O conflito foi temporariamente mascarado nas convenções de 1852 [en] e 1856 [en] pela escolha de candidatos pouco envolvidos com o seccionalismo, mas isso agravou a situação. O historiador Roy F. Nichols explica por que Franklin Pierce não estava à altura dos desafios que um presidente democrata precisava enfrentar:
Como líder político nacional, Pierce foi um acidente. Era honesto e tenaz em suas opiniões, mas, como tomava decisões com dificuldade e frequentemente mudava de ideia antes de uma resolução final, dava uma impressão geral de instabilidade. Gentil, cortês e generoso, atraía muitos indivíduos, mas suas tentativas de satisfazer todas as facções falharam e lhe renderam muitos inimigos. Ao executar seus princípios de construção estrita, estava mais alinhado com os sulistas, que geralmente tinham a letra da lei a seu favor. Ele não conseguiu perceber a profundidade e a sinceridade do sentimento antissulista no Norte e ficou perplexo com o desrespeito geral pela lei e pela Constituição, como ele descrevia, pelo povo de sua própria Nova Inglaterra. Em nenhum momento capturou a imaginação popular. Sua incapacidade de lidar com os difíceis problemas que surgiram no início de sua administração fez com que perdesse o respeito de muitos, especialmente no Norte, e seus poucos sucessos não restauraram a confiança pública. Era um homem inexperiente, subitamente chamado a assumir uma tremenda responsabilidade, que tentou honestamente fazer o melhor sem treinamento adequado ou aptidão temperamental.
Em 1854, Stephen A. Douglas, de Illinois – um líder democrata chave no Senado – conseguiu a aprovação do Ato Kansas-Nebraska no Congresso. O presidente Franklin Pierce sancionou o projeto em lei naquele ano. O ato abriu os Territórios de Kansas e Nebraska à decisão dos residentes sobre a legalidade da escravidão, onde antes ela era proibida. Assim, a nova lei implicitamente revogou a proibição da escravidão ao norte da latitude 36° 30′, estabelecida pelo Compromisso de Missouri de 1820. Defensores e opositores da escravidão migraram para Kansas para votar a favor ou contra ela. O conflito armado resultante, conhecido como Kansas Sangrento, abalou a nação. Uma grande realinhamento ocorreu entre eleitores e políticos. O Partido Whig desmoronou, e o novo Partido Republicano foi fundado em oposição à expansão da escravidão e ao Ato Kansas-Nebraska. O novo partido tinha pouco apoio no Sul, mas logo se tornou majoritário no Norte ao atrair ex-whigs e ex-democratas do Solo Livre.

### Norte e Sul se separam
A crise para o Partido Democrata eclodiu no final da década de 1850, quando os democratas passaram a rejeitar cada vez mais as políticas nacionais exigidas pelos Democratas do Sul [en]. Essas demandas incluíam o apoio à escravidão fora do Sul. Os sulistas insistiam que a igualdade plena para sua região exigia que o governo reconhecesse a legitimidade da escravidão além do Sul. Entre as exigências estavam uma lei de escravos fugitivos para recapturar escravos foragidos; a abertura de Kansas à escravidão; a imposição de uma constituição pró-escravidão em Kansas; a aquisição de Cuba (onde a escravidão já existia); a aceitação da decisão Dred Scott da Suprema Corte; e a adoção de um código federal de escravidão para proteger a instituição nos territórios. O presidente Buchanan alinhou-se a essas demandas, mas Douglas recusou-se a apoiá-las, mostrando-se um político muito mais habilidoso que Buchanan, embora a batalha acirrada tenha durado anos e alienado permanentemente as alas norte e sul do partido.
Quando o novo Partido Republicano foi formado em 1854, baseado na recusa em tolerar a expansão da escravidão para os territórios, muitos democratas do Norte (especialmente os Solos Livres de 1848) aderiram a ele. A criação do efêmero Know Nothing (Sabe Nada) permitiu aos democratas vencer a eleição presidencial de 1856. Buchanan, um nortista "Doughface [en]" (com base de apoio no Sul pró-escravidão), dividiu o partido ao abordar a questão da escravidão em Kansas, tentando impor um código federal de escravidão como exigido pelo Sul. A maioria dos democratas do Norte apoiou o senador Douglas, que pregava a "Soberania Popular [en]" e acreditava que um código federal de escravidão seria antidemocrático.

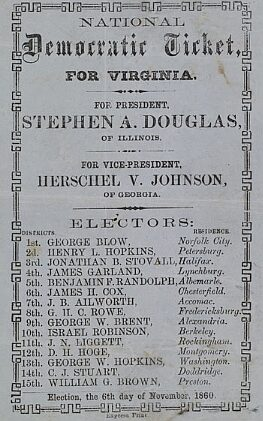
Para votar em Stephen A. Douglas na Virgínia, um homem depositava o bilhete emitido pelo partido na urna oficial.

Na eleição de 1860, os democratas dividiram-se sobre a escolha do sucessor do presidente Buchanan, separando-se em linhas do Norte e do Sul. Alguns delegados dos Democratas do Sul seguiram os Fire-Eaters [en] (Comedores de fogo) e abandonaram a Convenção Nacional Democrata [en] no Institute Hall, em Charleston, Carolina do Sul, em abril de 1860. Posteriormente, foram acompanhados por outros que, novamente liderados pelos Fire-Eaters, deixaram a Convenção de Baltimore em junho seguinte, quando a convenção rejeitou uma resolução que apoiava a extensão da escravidão a territórios cujos eleitores a rejeitavam. Os Democratas do Sul, também chamados de Secessionistas, indicaram John C. Breckinridge, de Kentucky, vice-presidente em exercício pró-escravidão, para presidente, e o general Joseph Lane [en], ex-governador do Oregon, para vice-presidente. Os Democratas do Norte indicaram Douglas, de Illinois, para presidente e o ex-governador da Geórgia Herschel Vespasian Johnson [en] para vice-presidente, enquanto alguns democratas do Sul aderiram ao Partido da União Constitucional [en], apoiando o ex-senador John Bell, do Tennessee, para presidente, e o político Edward Everett, de Massachusetts, para vice-presidente. Essa fragmentação deixou o Partido Democrata impotente.
O republicano Abraham Lincoln foi eleito o 16º presidente dos Estados Unidos. Douglas fez campanha pelo país pedindo união e ficou em segundo lugar no voto popular, mas venceu apenas em Missouri e Nova Jersey. Breckinridge venceu em 11 estados escravistas, ficando em segundo no voto eleitoral, mas em terceiro no voto popular.

## Presidência de Abraham Lincoln (1861–1865)
Durante a Guerra Civil, os democratas do Norte dividiram-se em duas facções: os Democratas da Guerra, que apoiavam as políticas militares do presidente republicano Lincoln, e os Copperheads, que se opunham fortemente a elas. No Sul, a política partidária terminou na Confederação. A liderança política, ciente das divisões ferozes na política americana antes da guerra e da necessidade urgente de união, rejeitou partidos políticos organizados como prejudiciais à boa governança e especialmente imprudentes em tempos de guerra. Assim, o Partido Democrata suspendeu todas as operações durante a existência da Confederação (1861–1865).
O partidarismo floresceu no Norte e fortaleceu a administração Lincoln, pois os republicanos automaticamente a apoiaram. Após o ataque a Fort Sumter, Douglas mobilizou os Democratas do Norte em prol da União, mas, com sua morte, o partido careceu de uma figura proeminente no Norte. Em 1862, um elemento pacifista contrário à guerra ganhava força, com os Copperheads sendo os mais intensos nesse grupo. O Partido Democrata teve bom desempenho nas eleições congressionais de 1862 [en], mas na eleição de 1864 indicou o general George B. McClellan, um Democrata da Guerra, em uma plataforma pacifista, sofrendo uma derrota significativa porque muitos Democratas da Guerra desertaram para o candidato do Partido da União Nacional, Abraham Lincoln. Muitos ex-democratas de Douglas tornaram-se republicanos, especialmente militares como os generais Ulysses S. Grant e John A. Logan [en].

## Presidência de Andrew Johnson (1865–1869)

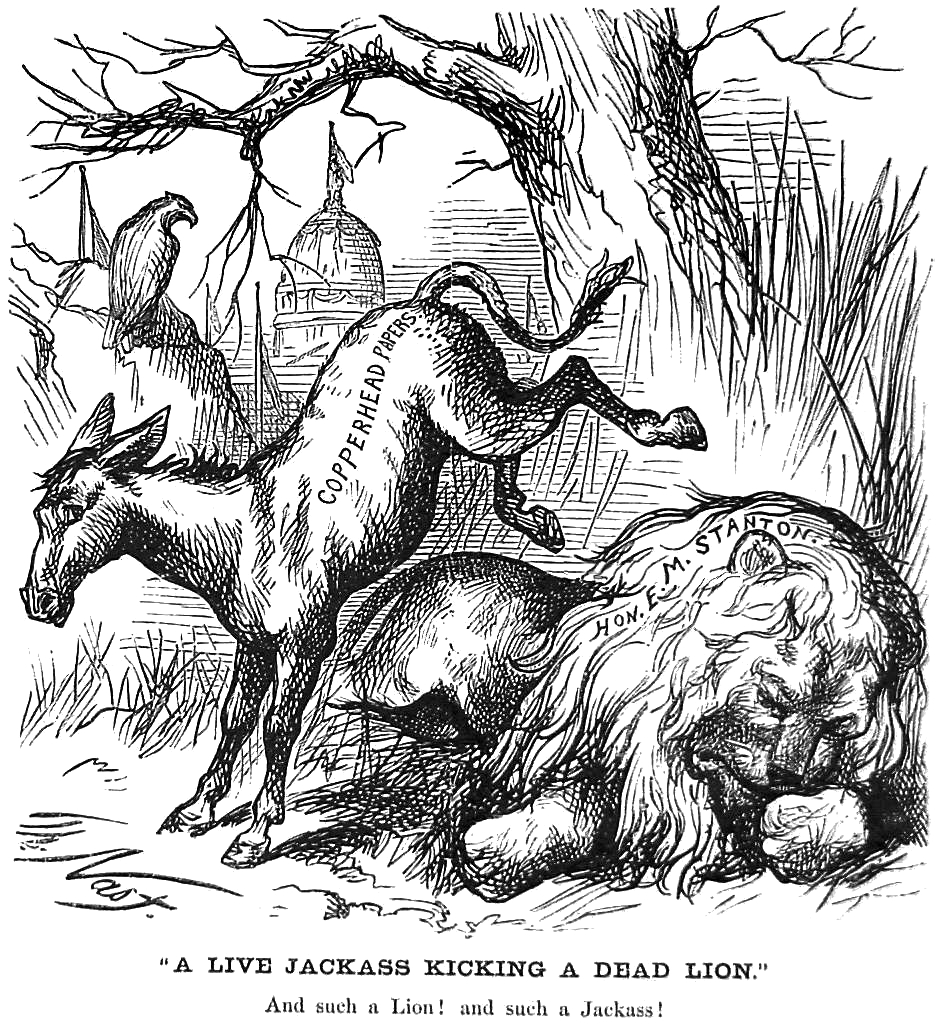
Representação de Thomas Nast do burro democrata, janeiro de 1870.

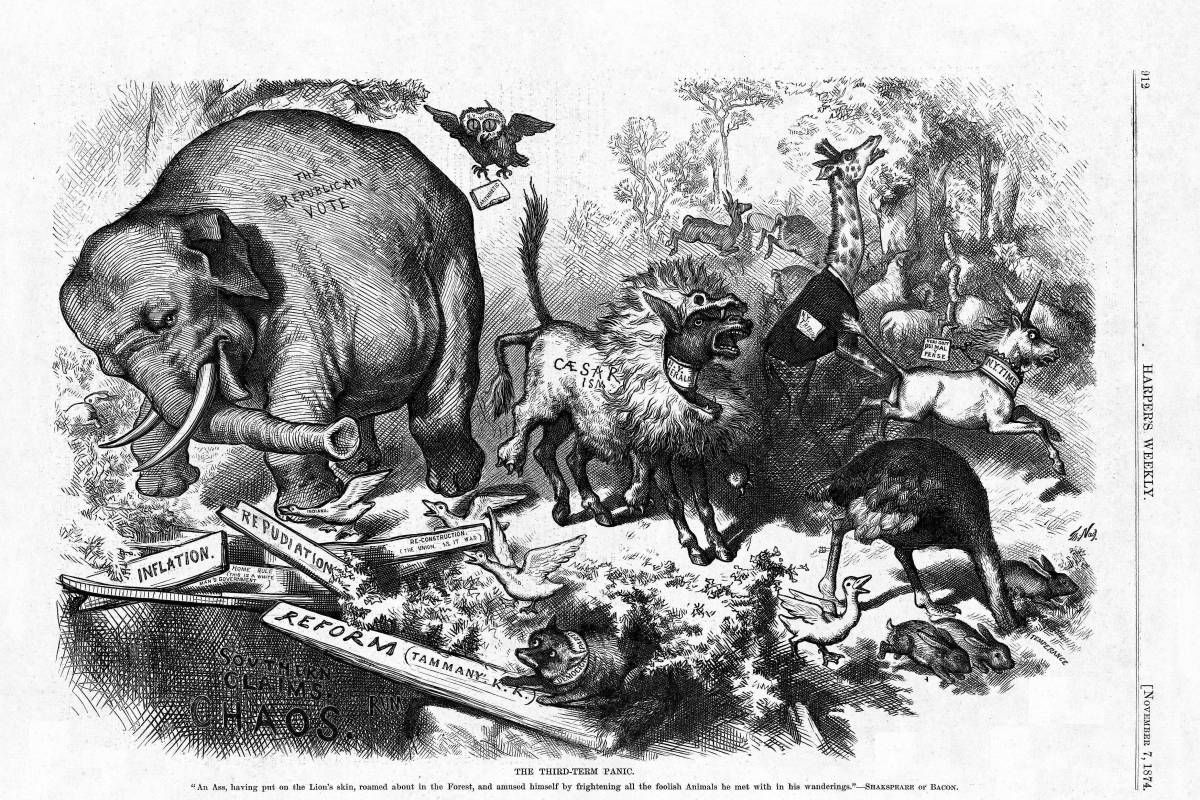
Representação de Thomas Nast do elefante republicano (à esquerda) e do burro democrata (ao centro, na pele de leão), 1874.

Nas eleições de 1866 [en], os Republicanos Radicais conquistaram maiorias de dois terços no Congresso e assumiram o controle dos assuntos nacionais. As grandes maiorias republicanas deixaram os democratas no Congresso impotentes, embora eles se opusessem unanimemente às políticas de Reconstrução dos radicais. O Senado aprovou a 14ª Emenda por 33 votos a 11, com todos os senadores democratas contrários. Percebendo que as velhas questões os prejudicavam, os democratas tentaram uma "Nova Partida [en]", minimizando a guerra e enfatizando temas como o combate à corrupção e a supremacia branca, que apoiavam integralmente.
O presidente Johnson, eleito pela chapa conjunta do Partido da União, não retornou ao Partido Democrata, mas os democratas no Congresso o apoiaram e votaram contra seu impeachment em 1868. Após o fim de seu mandato em 1869, ele voltou a se filiar aos democratas.

## Interlúdio republicano 1869–1885
O herói de guerra Ulysses S. Grant liderou os republicanos a vitórias esmagadoras nas eleição de 1868 e 1872.
Quando uma grande depressão econômica atingiu os Estados Unidos com o Pânico de 1873, o Partido Democrata obteve ganhos significativos pelo país, assumiu controle total do Sul e conquistou o Congresso.
Os democratas perderam eleições presidenciais consecutivas de 1860 a 1880, embora tenham vencido o voto popular na eleição de 1876. Apesar de as disputas após 1872 serem acirradas, eles só conquistaram a presidência na eleição de 1884. O partido foi enfraquecido por sua oposição à guerra, mas se beneficiou do ressentimento dos Sulistas brancos com a Reconstrução e da consequente hostilidade ao Partido Republicano. A depressão nacional de 1873 permitiu aos democratas retomar o controle da Câmara na vitoria esmagadora democrata de 1874 [en].
Os Redentores deram aos democratas o controle de todos os estados do Sul (pelo Compromisso de 1877), mas o desenfranchisamento dos negros [en] ocorreu entre 1880 e 1900. De 1880 a 1960, o "Sul Sólido" votou nos democratas nas eleições presidenciais (exceto em 1928). Após 1900, vencer uma primária democrata era "equivalente à eleição [en]", pois o Partido Republicano era extremamente fraco no Sul.

## Cleveland, Harrison, Cleveland (1885–1897)
Após ficarem fora da presidência desde 1861, os democratas venceram o voto popular em três eleições consecutivas e o voto eleitoral (e, assim, a Casa Branca) em 1884 e 1892.

### Primeira presidência de Grover Cleveland (1885–1889)
Embora os republicanos mantivessem o controle da Casa Branca até 1884, os democratas permaneceram competitivos (especialmente nos estados do Meio-Atlântico e no baixo Meio-Oeste) e controlaram a Câmara dos Representantes na maior parte desse período. Na eleição de 1884, Grover Cleveland, o governador reformista de Nova York, venceu a presidência, feito que repetiu na eleição de 1892, após perder na eleição de 1888.

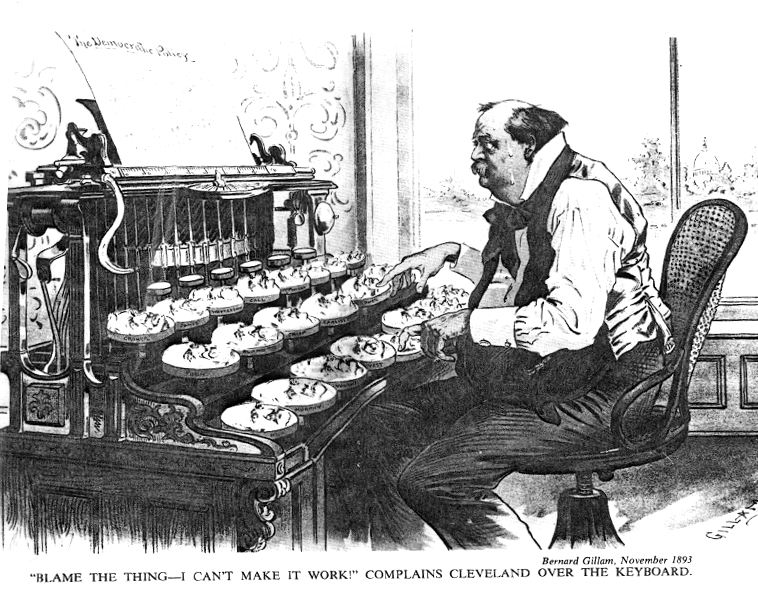
Máquinas de escrever eram novidade em 1893, e este cartum de Gillam na Puck mostra que Grover Cleveland não conseguia fazer a "máquina" democrata funcionar, pois as teclas (políticos-chave) não respondiam aos seus esforços.

Cleveland liderava os Democratas Bourbon. Eles representavam interesses empresariais, apoiavam metas bancárias e ferroviárias, promoviam o capitalismo laissez-faire, opunham-se ao imperialismo e à expansão ultramarina dos EUA, rejeitavam a anexação do Havaí, defendiam o padrão-ouro e opunham-se ao Bimetalismo. Apoiaram fortemente movimentos de reforma, como a Reforma do Serviço Civil [en], e combateram a corrupção dos chefes das cidades, liderando a luta contra o Tweed Ring [en].
Os principais Bourbons incluíam Samuel J. Tilden, David Bennett Hill e William C. Whitney de Nova York, Arthur Pue Gorman [en] de Maryland, Thomas F. Bayard de Delaware, Henry M. Mathews [en] e William L. Wilson [en] da Virgínia Ocidental, John Griffin Carlisle [en] de Kentucky, William F. Vilas [en] de Wisconsin, J. Sterling Morton [en] de Nebraska, John M. Palmer [en] de Illinois, Horace Boies [en] de Iowa, Lucius Quintus Cincinnatus Lamar [en] de Mississippi e o construtor ferroviário James J. Hill [en] de Minnesota. Um intelectual proeminente foi Woodrow Wilson.
O republicano Benjamin Harrison venceu por margem estreita em 1888. O partido aprovou uma ampla agenda e elevou a Tarifa McKinley [en] e os gastos federais a níveis que foram usados contra eles, resultando em uma vitória esmagadora dos democratas nas eleições de 1890 [en]. Harrison foi facilmente derrotado por Cleveland na reeleição em 1892.

### Segunda presidência de Grover Cleveland (1893–1897)
Os Bourbons estavam no poder quando o Pânico de 1893 atingiu, e eles levaram a culpa. O partido polarizou-se entre a facção pró-ouro e pró-negócios de Cleveland e os silveristas anti-negócios do Oeste e Sul. Uma luta feroz dentro do partido se seguiu, com perdas catastróficas para ambas as facções, Bourbon e agrária, em 1894, levando ao confronto em 1896. Pouco antes da eleição de 1894, um conselheiro alertou o presidente Cleveland: 
Estamos à beira de uma noite muito escura, a menos que o retorno da prosperidade comercial alivie o descontentamento popular com o que acreditam ser a incompetência democrata para fazer leis e, consequentemente, com as administrações democratas em qualquer lugar.
Ajudados pela profunda depressão econômica nacional que durou de 1893 a 1897, os republicanos obtiveram sua maior vitória esmagadora, assumindo controle total da Câmara. Os democratas perderam quase todos os seus assentos no Nordeste. O terceiro partido, os Populistas, também foi arruinado. No entanto, os inimigos silveristas de Cleveland ganharam controle do Partido Democrata em estado após estado, incluindo controle total em Illinois e Michigan, e fizeram grandes ganhos em Ohio, Indiana, Iowa e outros estados. Wisconsin e Massachusetts foram dois dos poucos estados que permaneceram sob o controle dos aliados de Cleveland.

## Ascensão e queda de William Jennings Bryan
Os democratas da oposição estavam perto de controlar dois terços dos votos na convenção nacional de 1896 [en], o necessário para indicar seu próprio candidato. Contudo, não estavam unidos e careciam de um líder nacional, já que seu líder mais forte, o governador de Illinois John Peter Altgeld [en], nascido na Alemanha, era inelegível para a presidência.

No entanto, um jovem (35 anos) emergente, o congressista William Jennings Bryan, fez o magnífico discurso "Cruz de Ouro [en]", que levantou a multidão na convenção de 1896 e garantiu sua indicação. Ele perderia a eleição, mas permaneceu um herói democrata, sendo renomeado e derrotado novamente em 1900 e uma terceira vez em 1908. Os democratas conservadores anti-Bryan indicaram seu candidato em 1904, mas, fora isso, Bryan e seus apoiadores dominaram amplamente o partido de 1896 a 1916. O historiador David Sarasohn [en] avaliou o Partido Democrata na era Bryan:
Os democratas [eram] um partido orientado por questões (reforma de tarifas e trabalho infantil, regulação de trustes, imposto de renda federal, eleição direta de senadores) e uma coalizão nacional emergente (sulistas, progressistas do Oeste, eleitores étnicos de colarinho azul e intelectuais liberais), a maioria dos quais compartilhava uma admiração relutante, mas genuína, por seu líder titular, William Jennings Bryan. De fato, é o "Homem Comum" [Bryan] cujo espírito, visão e, sim, sagacidade política permeiam a narrativa.

### Movimento da prata livre

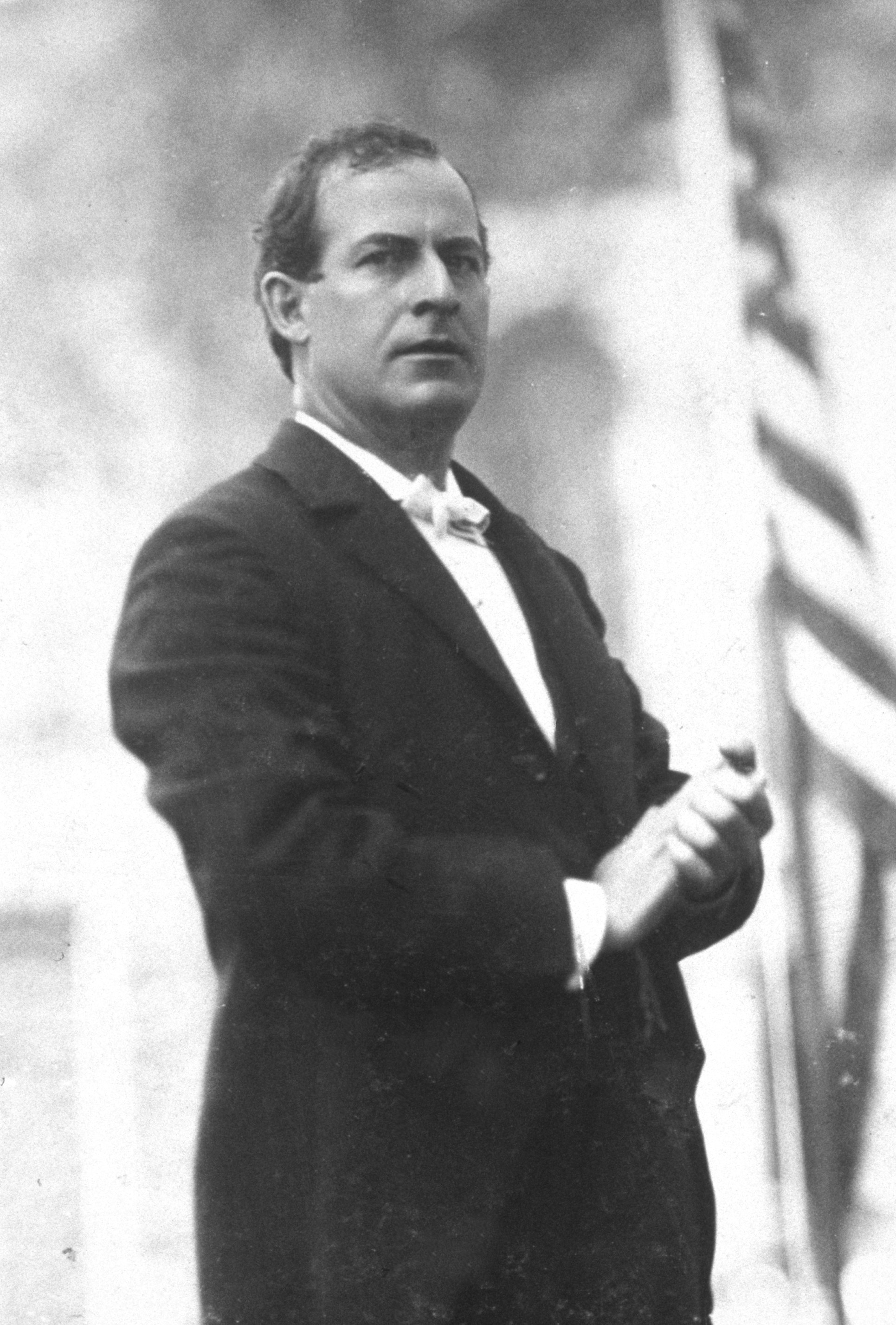
William Jennings Bryan aos 36 anos, o candidato mais jovem, outubro de 1896.

Grover Cleveland liderava a facção conservadora e pró-negócios dos Democratas Bourbon, mas, à medida que a depressão de 1893 se intensificava, seus inimigos se multiplicavam. Na convenção de 1896 [en], a facção agrária silverista repudiou o presidente e indicou o orador cruzado William Jennings Bryan em uma plataforma de cunhagem livre de prata [en]. A ideia era que cunhar moedas de prata inundaria a economia com dinheiro e acabaria com a depressão. Os apoiadores de Cleveland formaram o Partido Democrata Nacional (Democratas do Ouro), que atraiu políticos e intelectuais (incluindo Woodrow Wilson e Frederick Jackson Turner) que se recusavam a votar nos republicanos.
Bryan, uma sensação instantânea por causa de seu discurso "Cruz de Ouro", travou uma cruzada de novo estilo contra os defensores do padrão-ouro. Percorrendo o Meio-Oeste e o Leste em um trem especial – o primeiro candidato desde 1860 a fazer campanha em viagem –, ele fez mais de 500 discursos para milhões de pessoas. Em St. Louis, deu 36 discursos a trabalhadores em um único dia. A maioria dos jornais democratas era hostil a Bryan, mas ele assumiu o controle da mídia ao gerar notícias diárias, lançando ataques contra os interesses financeiros do Leste.
Os camponeses do Sul e do Meio-Oeste ficaram extasiados, exibindo um entusiasmo nunca antes visto, mas os democratas étnicos (especialmente alemães e irlandeses) estavam alarmados e assustados com Bryan. As classes médias, empresários, editores de jornais, operários de fábricas, ferroviários e agricultores prósperos geralmente rejeitaram a cruzada de Bryan. O republicano William McKinley prometeu um retorno à prosperidade baseado no padrão-ouro, apoio à indústria, ferrovias e bancos, e um pluralismo que permitiria a todos avançar.
Embora Bryan tenha perdido a eleição por uma margem esmagadora, ele conquistou os corações e mentes da maioria dos democratas, como demonstrado por suas renomeações em 1900 e 1908. Até 1924, os democratas colocaram seu irmão Charles W. Bryan [en] em sua chapa nacional. A vitória do Partido Republicano na eleição de 1896 marcou o início da "Era Progressista", que durou de 1896 a 1932, período em que o Partido Republicano geralmente foi dominante.

### Presidências republicanas de William McKinley (1897–1901), Theodore Roosevelt (1901–1909) e William Howard Taft (1909–1913)
A eleição de 1896 marcou um realinhamento político no qual o Partido Republicano controlou a presidência por 28 dos 36 anos seguintes. Os republicanos dominaram a maioria do Nordeste e Meio-Oeste e metade do Oeste. Bryan, com base no Sul e nos estados das Planícies, foi forte o suficiente para ser indicado na eleição de 1900 (perdendo para William McKinley) e na eleição de 1908 (perdendo para William Howard Taft). Theodore Roosevelt dominou a primeira década do século e, para irritação dos democratas, "roubou" a questão dos trustes ao combater os trustes.
Com Bryan em pausa e Teddy Roosevelt como o presidente mais popular desde Lincoln, os conservadores que controlaram a convenção de 1904 [en] indicaram o pouco conhecido Alton B. Parker [en], antes de sucumbirem à vitoria esmagadora de Roosevelt.
As divisões religiosas eram marcadamente delineadas. Metodistas, Congregacionalistas, Presbiterianos, Luteranos escandinavos e outros pietistas no Norte estavam intimamente ligados ao Partido Republicano. Em contraste, grupos litúrgicos, especialmente os Católicos, Episcopais e Luteranos alemães, voltavam-se ao Partido Democrata por proteção contra o moralismo pietista, especialmente a proibição. Ambos os partidos atravessavam a estrutura de classes, com os democratas ganhando mais apoio das classes baixas e os republicanos das classes altas.
Questões culturais, especialmente a proibição e as escolas em línguas estrangeiras, tornaram-se pontos de contenção devido às profundas divisões religiosas no eleitorado. No Norte, cerca de 50% dos eleitores eram protestantes pietistas (Metodistas, Luteranos escandinavos, Presbiterianos, Congregacionalistas e Discípulos de Cristo) que acreditavam que o governo deveria ser usado para reduzir pecados sociais, como o consumo de álcool.
As igrejas litúrgicas (Católicos Romanos, Episcopais e Luteranos alemães) representavam mais de um quarto dos votos e queriam que o governo ficasse fora dos negócios de moralidade. Debates e referendos sobre proibição aqueceram a política na maioria dos estados por uma década, culminando na proibição nacional em 1918 (revogada em 1932), servindo como uma questão central entre os democratas "molhados" e os republicanos "secos".

### 1908: "Mais uma turnê de despedida"
Com o extremamente popular presidente Roosevelt cumprindo sua promessa de deixar o cargo após sete anos e meio, e seu sucessor escolhido, o Secretário de Guerra William Howard Taft, também relativamente popular, o Partido Democrata indicou Bryan pela terceira vez. Ele foi novamente derrotado. Os democratas mantiveram-se unidos, enquanto o Partido Republicano dividiu-se amargamente entre os progressistas alinhados a Roosevelt e os conservadores ligados a Taft. Taft derrotou Roosevelt na indicação de 1912, mas Roosevelt concorreu como candidato de um terceiro partido. Essa divisão fragmentou o voto republicano, tornando os democratas inevitavelmente vitoriosos, elegendo seu primeiro presidente democrata e um Congresso totalmente democrata em 20 anos.
Enquanto isso, os democratas no Congresso, com sua base entre agricultores pobres e a classe trabalhadora, geralmente apoiaram as reformas da Era Progressista, como medidas antitruste, regulamentação das ferrovias, eleição direta de senadores, imposto de renda, restrição ao trabalho infantil e o sistema do Federal Reserve.

## Presidência de Woodrow Wilson (1913–1921)

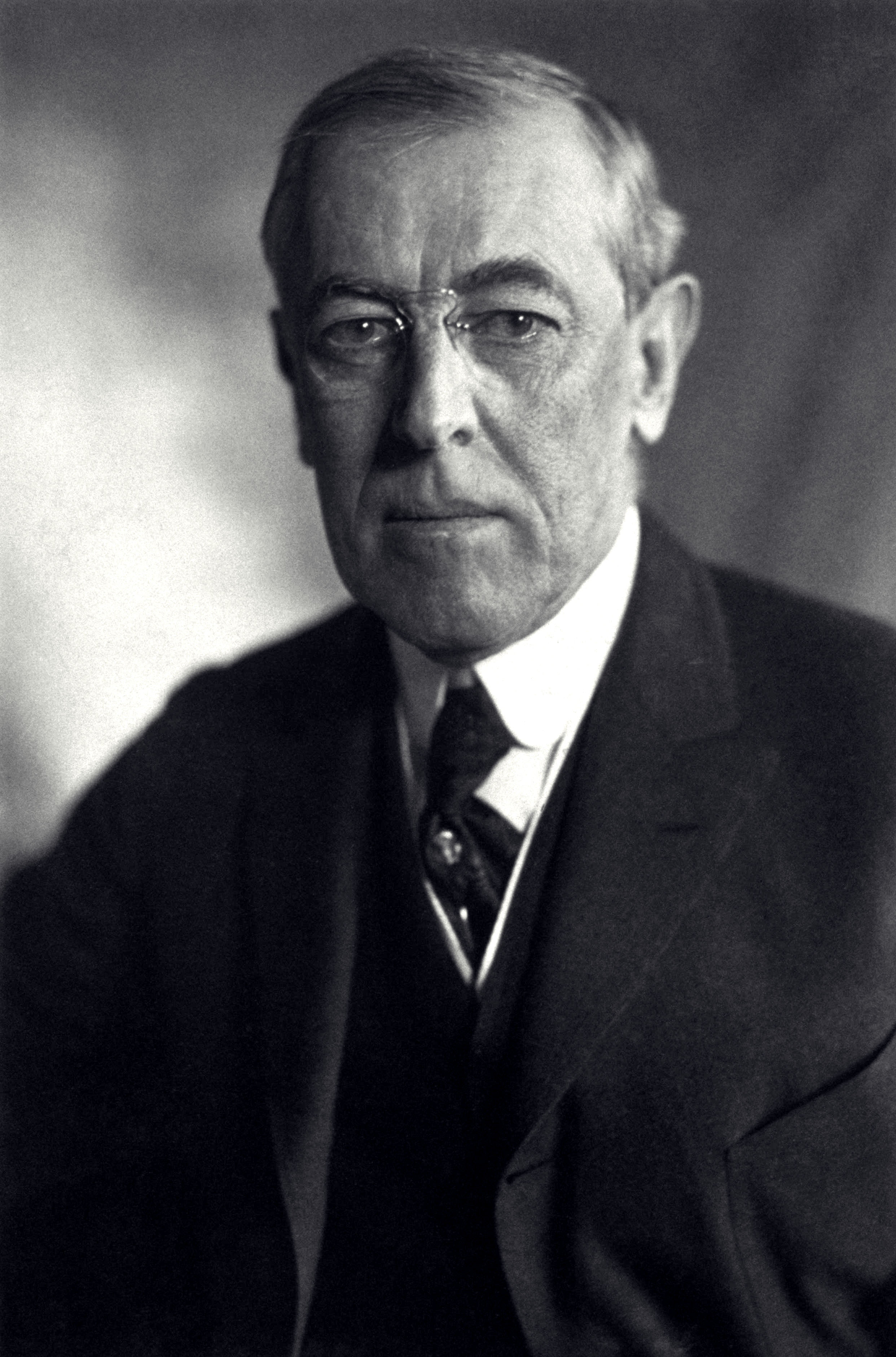
Thomas Woodrow Wilson.

Aproveitando uma profunda divisão no Partido Republicano, os democratas assumiram o controle da Câmara em 1910 e elegeram o reformador intelectual Woodrow Wilson nas eleição de 1912 e 1916. Wilson liderou com sucesso o Congresso na aprovação de uma série de leis progressistas, incluindo uma tarifa reduzida [en], leis antitruste mais rigorosas com a Lei Antitruste Clayton [en], novos programas para agricultores, benefícios de horas e salários para trabalhadores ferroviários e a proibição do trabalho infantil [en] (esta última revertida pela Suprema Corte).
Wilson tolerou a segregação do serviço civil federal [en] por membros sulistas de seu gabinete. Além disso, em seu segundo mandato, foram aprovadas emendas constitucionais bipartidárias para a proibição e o sufrágio feminino. Na prática, Wilson encerrou as questões de tarifas, moeda e antitruste que dominaram a política por 40 anos.
Wilson supervisionou o papel dos EUA na Primeira Guerra Mundial e ajudou a redigir o Tratado de Versalhes, que incluía a Liga das Nações. No entanto, em 1919, suas habilidades políticas fraquejaram, e tudo desandou repentinamente. O Senado rejeitou Versalhes e a Liga, uma onda nacional de greves violentas e malsucedidas e tumultos raciais causaram inquietação, e a saúde de Wilson entrou em colapso.
Os democratas sofreram uma derrota esmagadora na eleição de 1920, com desempenho particularmente ruim nas cidades, onde os germano-americanos abandonaram a chapa e os católicos irlandeses, que dominavam o aparato partidário, não conseguiram mobilizar apoio suficiente neste ciclo eleitoral.

## Os anos vinte rugientes: Derrotas democratas
Durante toda a década, os democratas foram uma minoria ineficaz no Congresso e uma força fraca na maioria dos estados do Norte.
Após a grande derrota em 1920, os democratas recuperaram grande parte do terreno perdido nas eleições congressionais de 1922 [en]. Eles se recuperaram especialmente nos estados fronteiriços e nas cidades industriais, onde os elementos irlandês e alemão retornaram ao partido. Além disso, houve um crescente apoio entre os imigrantes mais recentes, que estavam mais americanizados. Muitas famílias étnicas agora tinham um veterano entre seus membros e prestavam mais atenção a questões nacionais, como a proposta de um bônus para veteranos [en]. Também havia uma expressão de irritação com a proibição federal de cerveja e vinho e o fechamento da maioria dos bares.

### Conflito cultural e Al Smith (1924–1928)
Na Convenção Nacional Democrata de 1924 [en], uma resolução denunciando a Ku Klux Klan foi apresentada por forças católicas e liberais aliadas a Al Smith e Oscar W. Underwood [en] para constranger o favorito, William Gibbs McAdoo. Após muito debate, a resolução foi derrotada por apenas um voto. A KKK logo desapareceu, mas a profunda divisão no partido sobre questões culturais, especialmente a proibição, facilitou vitórias esmagadoras dos republicanos nas eleição de 1924 e 1928. No entanto, Al Smith construiu uma forte base católica nas grandes cidades em 1928, e a eleição de Franklin D. Roosevelt como governador de Nova York naquele ano trouxe um novo líder ao centro do palco.

As batalhas internas e as derrotas repetidas deixaram o partido desanimado e desmoralizado. Em grande medida, o desafio de restaurar o moral coube ao historiador Claude Bowers [en]. Suas histórias do Partido Democrata em seus anos formativos, dos anos 1790 aos 1830, ajudaram a moldar a autoimagem do partido como uma força poderosa contra monopólios e privilégios. Em seus livros extremamente populares, Party Battles of the Jackson Period (1922) e Jefferson and Hamilton: The Struggle for Democracy in America (1925), ele argumentou pela superioridade política e moral do Partido Democrata desde os tempos de Jefferson, em contraste com as falhas quase antiamericanas do Partido Federalista, do Partido Whig e do Partido Republicano, como bastiões da aristocracia. Jefferson and Hamilton impressionou especialmente seu amigo Franklin D. Roosevelt. Inspirou Roosevelt, ao se tornar presidente, a construir um grande monumento ao fundador do partido na capital nacional, o Jefferson Memorial. Segundo o historiador Merrill D. Peterson [en], o livro transmitiu:
O mito do Partido Democrata magistralmente recriado, uma nova consciência das diferenças elementares entre os partidos, uma ideologia com a qual poderiam dar sentido aos dois conflitos frequentemente insensatos do presente, e um sentimento da importância de uma liderança dinâmica. O livro foi um espelho para os democratas.

## A Grande Depressão e uma Segunda Guerra Mundial: Hegemonia democrata (1930–1953)
A Grande Depressão marcou o mandato de Hoover, enquanto o Partido Democrata fez grandes ganhos nas eleições congressionais de 1930 e obteve uma vitória esmagadora em 1932.

### Presidência de Franklin D. Roosevelt (1933–1945)

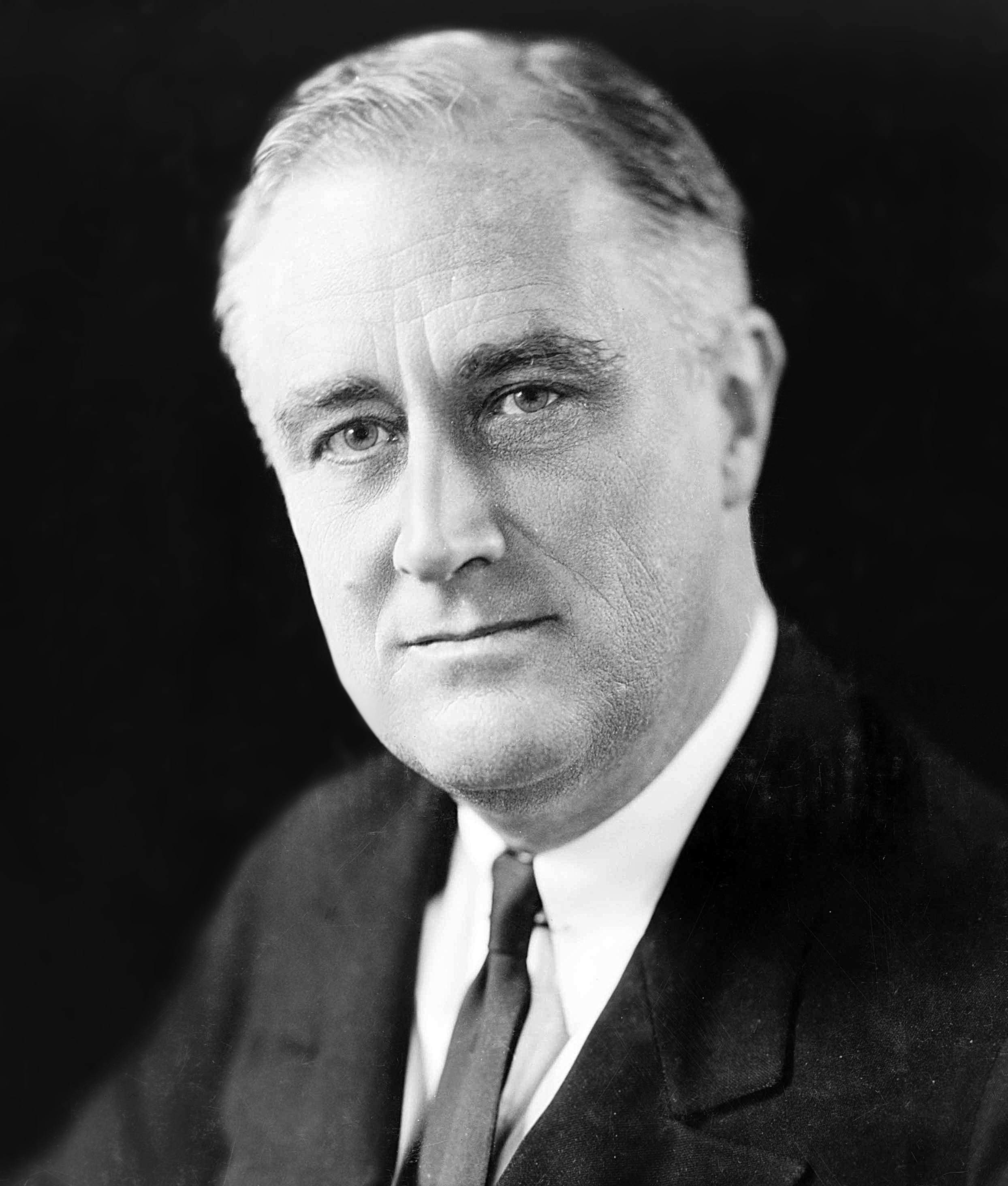
Franklin D. Roosevelt, o presidente dos Estados Unidos com o mandato mais longo (1933–1945).

O crash da bolsa de 1929 e a subsequente Grande Depressão prepararam o terreno para um governo mais progressista, e Franklin D. Roosevelt venceu por uma vitória esmagadora [en] na eleição de 1932, fazendo campanha com uma plataforma de "Alívio, Recuperação e Reforma" – ou seja, alívio do desemprego e do sofrimento rural, recuperação da economia ao normal e reformas estruturais de longo prazo para evitar a repetição da Depressão. Isso passou a ser chamado de "O New Deal" após uma frase em seu discurso de aceitação.
Os democratas também conquistaram amplas maiorias em ambas as câmaras do Congresso e entre os governadores estaduais. Roosevelt transformou a natureza do partido, afastando-o do capitalismo laissez-faire e direcionando-o para uma ideologia de regulação econômica e seguro contra adversidades. Duas palavras antigas ganharam novos significados: "liberal" passou a designar um apoiador do New Deal, enquanto "conservador" significava um oponente.
Os Democratas Conservadores [en] ficaram indignados e, liderados por Al Smith, formaram a Liga da Liberdade Americana [en] em 1934 para contra-atacar. Eles falharam e ou se retiraram da política ou se juntaram ao Partido Republicano. Alguns, como Dean Acheson, encontraram o caminho de volta ao Partido Democrata.
Os programas de 1933, chamados de "Primeiro New Deal" pelos historiadores, representaram um amplo consenso. Roosevelt tentou alcançar empresários e trabalhadores, agricultores e consumidores, cidades e campos. No entanto, em 1934, ele passou a adotar uma política mais confrontacional. Após ganhos em governos estaduais e no Congresso, em 1934 Roosevelt embarcou em um ambicioso programa legislativo conhecido como "Segundo New Deal [en]". Caracterizou-se por fortalecer sindicatos, nacionalizar o bem-estar com a WPA, estabelecer a Previdência Social [en], impor mais regulamentações sobre negócios (especialmente transportes e comunicações) e aumentar os impostos sobre lucros empresariais.
Os programas do New Deal de Roosevelt focaram na criação de empregos por meio de projetos de obras públicas e em programas de bem-estar social, como a Seguridade Social. Também incluíram reformas abrangentes no sistema bancário, regulamentação do trabalho, transportes, comunicações e mercados de ações, além de tentativas de regular preços. Suas políticas logo renderam frutos ao unir uma coalizão diversificada de eleitores democratas chamada Coalizão do New Deal, que incluía sindicatos, liberais, minorias (especialmente católicos e judeus) e sulistas brancos liberais. Essa base eleitoral unificada permitiu que os democratas fossem eleitos para o Congresso e a presidência por grande parte dos próximos 30 anos.

### O segundo mandato
Após uma reeleição triunfal na eleição de 1936, Roosevelt anunciou planos para aumentar a Suprema Corte [en], que frequentemente se opunha ao seu New Deal, com cinco novos membros. Uma tempestade de oposição eclodiu, liderada por seu próprio vice-presidente, John Nance Garner. Roosevelt foi derrotado por uma aliança de republicanos e democratas conservadores, que formaram uma coalizão conservadora capaz de bloquear quase toda a legislação liberal (apenas uma lei de salário mínimo foi aprovada). Irritado com a ala conservadora de seu próprio partido, Roosevelt tentou se livrar dela e, em 1938, fez campanha ativa contra cinco senadores democratas conservadores em exercício, embora todos os cinco tenham sido reeleitos.

### O Partido
Sob Roosevelt, o Partido Democrata passou a ser mais identificado com o liberalismo moderno, que incluía a promoção do bem-estar social, sindicatos, direitos civis e a regulamentação dos negócios, além de apoio aos agricultores e promoção de líderes étnicos. Os opositores, que enfatizavam o crescimento de longo prazo, o apoio ao empreendedorismo e impostos baixos, começaram a se autodenominar "conservadores".

### Segunda Guerra Mundial
Com o quase desastre da "recessão" de 1937 e a quase derrota no Congresso em 1938, as perspectivas pareciam sombrias para os democratas, mas Roosevelt decidiu que, diante da crise iminente que se tornaria a Segunda Guerra Mundial, ele era insubstituível. Quebrou a tradição e concorreu a um terceiro e, posteriormente, a um quarto mandato, levando consigo um Congresso democrata.

### Presidência de Harry S. Truman (1945–1953)
Harry S. Truman assumiu após a morte de Roosevelt em 1945, e as fissuras no partido que Roosevelt havia mascarado começaram a emergir. Os principais componentes incluíam as máquinas das grandes cidades, os partidos estaduais e locais do Sul, a extrema esquerda e a "coalizão liberal" ou "coalizão liberal-trabalhista", composta pela AFL [en], CIO [en] e grupos ideológicos como a NAACP (representando negros), o Congresso Judaico Americano [en] (AJC) e os Americanos pela Ação Democrática [en] (ADA) (representando intelectuais liberais). Até 1948, os sindicatos haviam expulsado quase todos os elementos de extrema esquerda e comunistas.

#### 1946–1948
À direita, os republicanos criticaram as políticas domésticas de Truman. "Já aguentou o suficiente?" foi o slogan vencedor enquanto os republicanos retomaram o Congresso em 1946, pela primeira vez desde 1928. Muitos líderes partidários estavam prontos para abandonar Truman em 1948, mas, após o general Dwight D. Eisenhower rejeitar seu convite, eles não tinham alternativa. Truman contra-atacou, expulsando J. Strom Thurmond e seus Dixiecrats, aproveitando as divisões no Partido Republicano e sendo reeleito em uma surpresa impressionante. No entanto, todas as propostas de seu Fair Deal, como a assistência universal à saúde, foram derrotadas pelos democratas do Sul no Congresso. Sua tomada da indústria siderúrgica foi revertida pela Suprema Corte [en].

#### Política externa
Na extrema esquerda, o ex-vice-presidente Henry A. Wallace denunciou Truman como belicista por seus programas anti-soviéticos, como a Doutrina Truman, o Plano Marshall e a OTAN. Wallace deixou o partido e concorreu à presidência como independente em 1948. Ele defendeu a distensão nas relações com a União Soviética, mas grande parte de sua campanha foi controlada por comunistas expulsos dos principais sindicatos. Wallace teve um desempenho fraco e ajudou a direcionar o voto anticomunista para Truman.
Ao cooperar com republicanos internacionalistas, Truman conseguiu derrotar os isolacionistas [en] à direita e os defensores de uma linha mais branda com a União Soviética à esquerda, estabelecendo um programa de Guerra Fria que durou até a queda da União Soviética em 1991. Os apoiadores de Wallace e outros democratas mais à esquerda foram expulsos do partido e do CIO entre 1946 e 1948 por jovens anticomunistas como Hubert Humphrey, Walter Reuther e Arthur Schlesinger Jr. Hollywood emergiu na década de 1940 como uma nova base importante no partido, liderada por políticos estrelas de cinema como Ronald Reagan, que apoiava fortemente Roosevelt e Truman nesse período.
Na política externa, a Europa estava segura, mas problemas surgiram na Ásia quando a China caiu para os comunistas em 1949. Truman entrou na Guerra da Coreia sem aprovação formal do Congresso. Quando a guerra chegou a um impasse e ele demitiu o general Douglas MacArthur em 1951, os republicanos criticaram suas políticas na Ásia. Uma série de pequenos escândalos entre amigos e aliados de Truman manchou ainda mais sua imagem, permitindo que os republicanos em 1952 fizessem uma cruzada contra "Coreia, Comunismo e Corrupção". Truman desistiu da corrida presidencial no início de 1952, sem deixar um sucessor óbvio. A convenção indicou Adlai Stevenson nas eleição de 1952 e 1956, apenas para vê-lo ser derrotado por duas vitórias esmagadoras de Eisenhower.

## Presidência de Dwight D. Eisenhower (1953–1961)

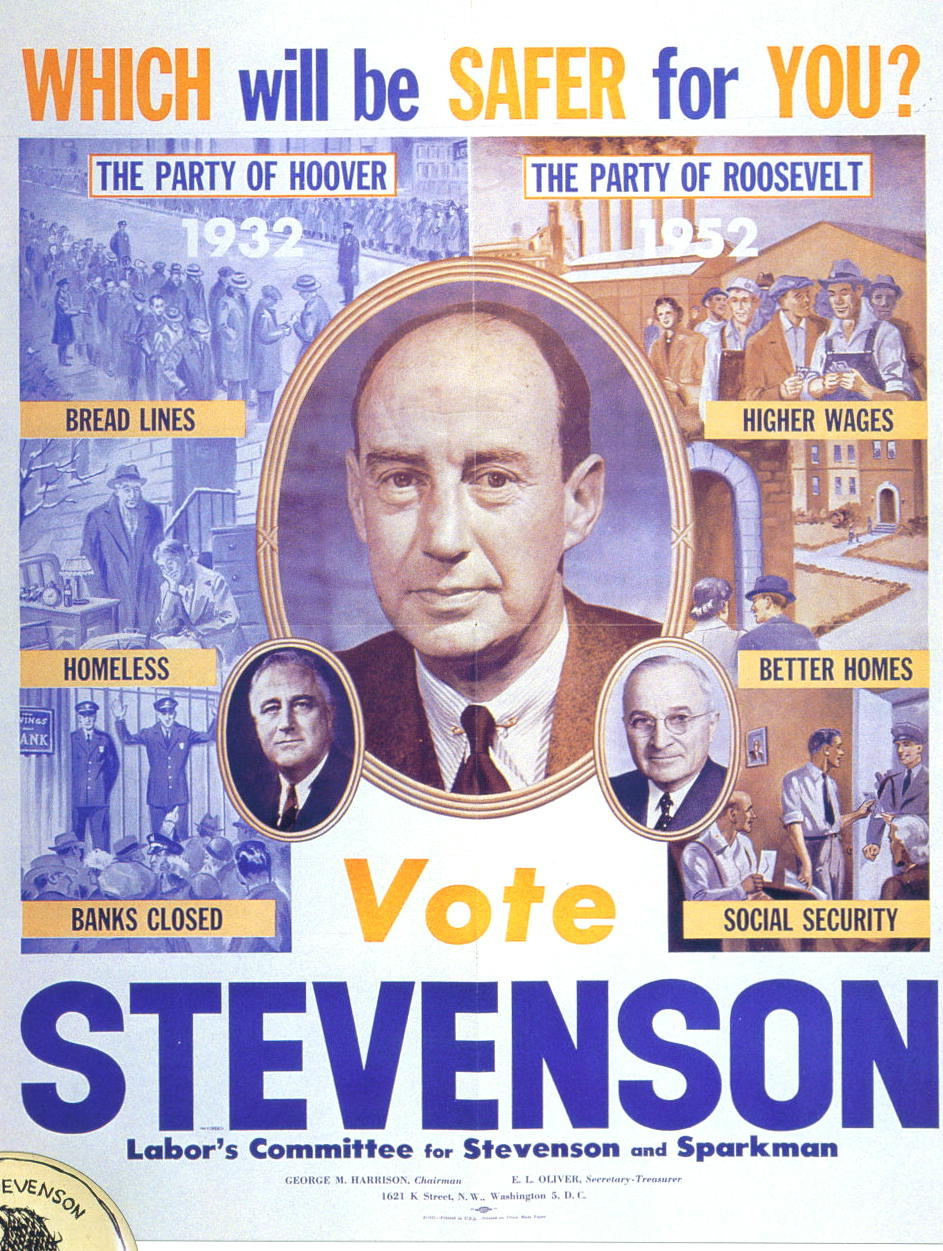
Adlai Stevenson alerta contra o retorno das políticas republicanas de Herbert Hoover, cartaz de campanha de 1952.

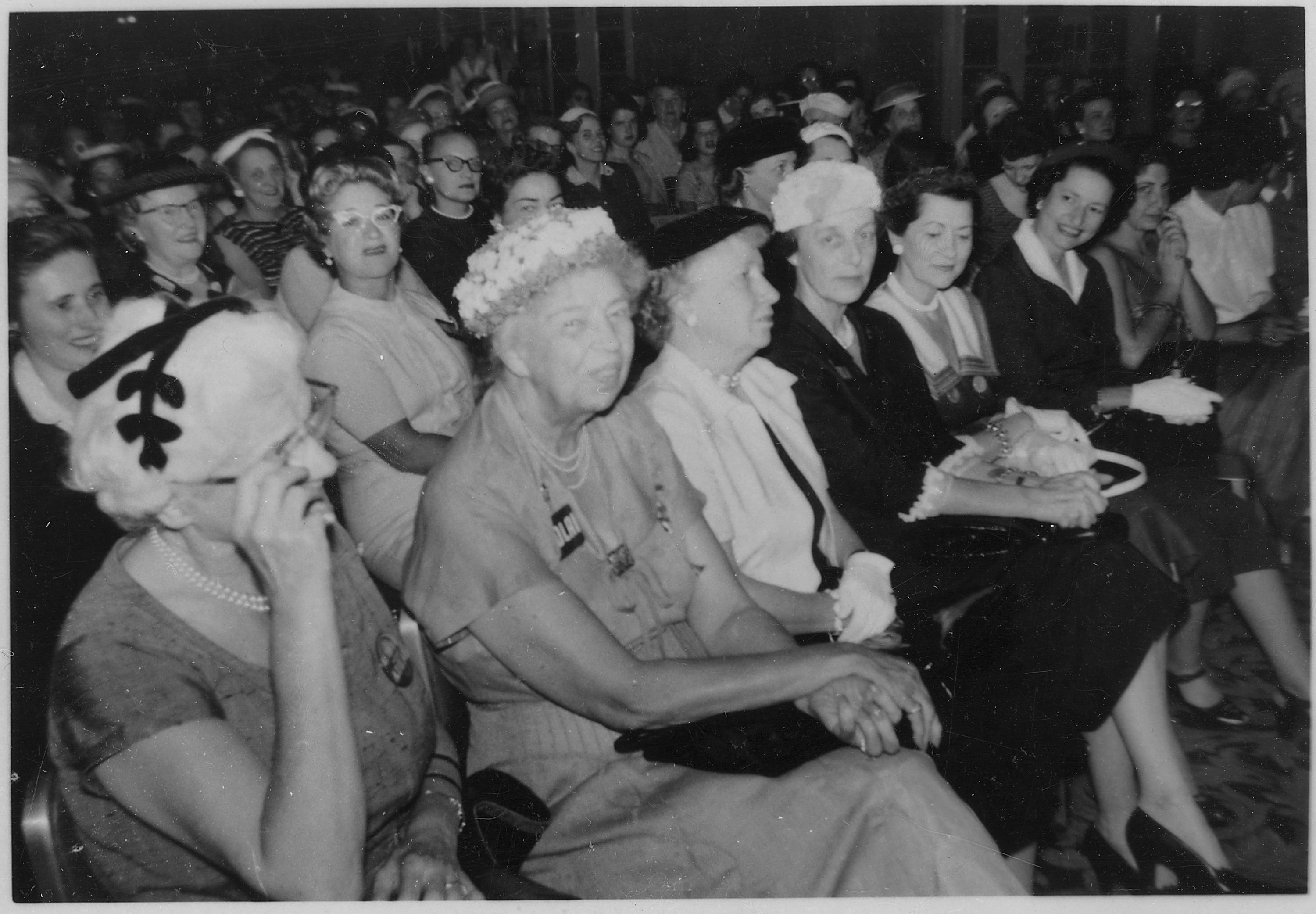
Eleanor Roosevelt na Convenção Nacional Democrata de 1956 em Chicago.

A vitória esmagadora do general Dwight D. Eisenhower sobre Adlai Stevenson trouxe à Casa Branca um dos líderes mais queridos e experientes da era. Também trouxe um breve controle republicano de ambas as câmaras do Congresso por um mandato. No Congresso, a poderosa dupla texana, o presidente da Câmara Sam Rayburn [en] e o líder da maioria no Senado Lyndon B. Johnson, manteve o partido unido, frequentemente negociando com Eisenhower. Em 1958, o partido fez ganhos dramáticos nas eleições de meio de mandato e parecia ter um controle permanente do Congresso, graças em grande parte ao trabalho organizado. De fato, os democratas tiveram maiorias na Câmara em todas as eleições de 1930 a 1992 (exceto 1946 e 1952).
A maioria dos congressistas do Sul eram Democratas conservadores e geralmente trabalhavam com republicanos conservadores. O resultado foi uma coalizão conservadora que bloqueou praticamente toda a legislação doméstica liberal de 1937 até os anos 1970, exceto por um breve período em 1964–1965, quando Johnson neutralizou seu poder. O contrapeso à coalizão conservadora foi o Grupo de Estudos Democrático [en], que liderou a carga para liberalizar as instituições do Congresso e eventualmente aprovar grande parte do programa Kennedy-Johnson.
Embora os republicanos tenham obtido controle breve do Congresso em 1952, os democratas retomaram o controle em 1954. O presidente da Câmara Sam Rayburn e o líder da maioria no Senado Lyndon B. Johnson trabalharam de perto com o presidente Eisenhower, resultando no menor nível de partidarismo do século XX.

## Presidência de John F. Kennedy (1961–1963)

Presidente John F. Kennedy com seus irmãos, o Procurador-Geral e posteriormente senador por Nova York Robert F. Kennedy e o senador por Massachusetts Ted Kennedy.

A eleição de John F. Kennedy na eleição de 1960 sobre o então vice-presidente Richard Nixon revitalizou o partido. Sua juventude, vigor e inteligência capturaram a imaginação popular. Novos programas como os Corpo da Paz canalizaram o idealismo. Em termos de legislação, Kennedy foi bloqueado pela coalizão conservadora.
Embora seu mandato tenha durado apenas cerca de mil dias, ele tentou conter os avanços comunistas após a fracassada Invasão da Baía dos Porcos em Cuba e a construção do Muro de Berlim, enviando 16.000 soldados para o Vietnã para aconselhar o exército do Vietnã do Sul sob pressão. Ele desafiou a América na Corrida Espacial a pousar um americano na Lua até 1969. Após a Crise dos Mísseis de Cuba, moveu-se para reduzir as tensões com a União Soviética.
Kennedy também pressionou por direitos civis e integração racial [en], um exemplo sendo a designação de marechais federais para proteger os Freedom Riders no Sul. Sua eleição marcou a maturidade do componente católico da Coalizão do New Deal. Após 1964, católicos da classe média começaram a votar nos republicanos na mesma proporção que seus vizinhos protestantes. Exceto por Chicago, sob Richard J. Daley [en], as últimas máquinas democratas desapareceram. O presidente Kennedy foi assassinado em 22 de novembro de 1963, em Dallas, Texas.

## Presidência de Lyndon B. Johnson (1963–1969)
O então vice-presidente Lyndon B. Johnson foi empossado como novo presidente. Johnson, herdeiro dos ideais do New Deal, quebrou a coalizão conservadora no Congresso e aprovou um número notável de leis, conhecidas como a Grande Sociedade. Ele conseguiu aprovar importantes leis de direitos civis que reiniciaram a integração racial no Sul. Ao mesmo tempo, Johnson escalou a Guerra do Vietnã, levando a um conflito interno no Partido Democrata que o despedaçou nas eleições de 1968.

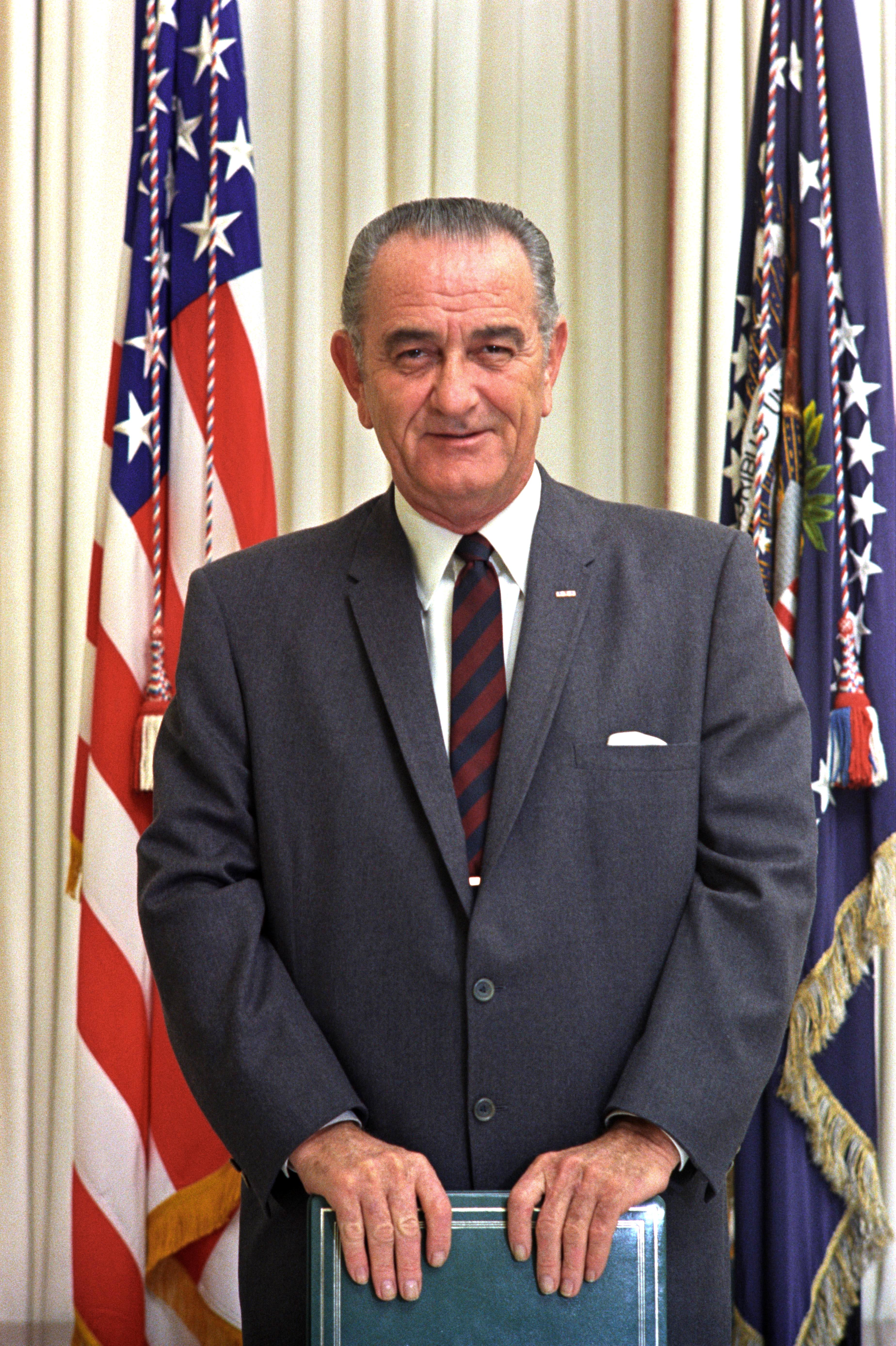
Presidente Lyndon Johnson previu o fim do Sul Sólido ao assinar a Lei dos Direitos Civis de 1964.

A plataforma do Partido Democrata na década de 1960 foi amplamente moldada pelos ideais da "Grande Sociedade" de Johnson. A Coalizão do New Deal começou a se fragmentar à medida que mais líderes democratas apoiavam os direitos civis, perturbando a base tradicional do partido composta por Democratas do Sul e católicos nas cidades do Norte. O segregacionista George Wallace capitalizou o descontentamento católico nas primárias democratas de 1964 e 1972.
Após a plataforma de Harry Truman dar forte apoio aos direitos civis e leis anti-segregação durante a Convenção Nacional Democrata de 1948 [en], muitos delegados democratas do Sul decidiram se separar do partido e formaram os Dixiecrats, liderados pelo governador da Carolina do Sul Strom Thurmond (que, como senador, mais tarde se juntaria ao Partido Republicano). Thurmond venceu no Sul Profundo na eleição, mas Truman levou o resto do Sul. Enquanto isso, no Norte, elementos de extrema esquerda deixaram os democratas para se juntar a Henry A. Wallace em seu novo Partido Progressista. Eles possivelmente custaram a Truman Nova York, mas ele venceu a reeleição mesmo assim.
Por outro lado, os Afro-americanos, que tradicionalmente apoiavam fortemente o Partido Republicano desde sua fundação como o "partido antiescravagista", após mudarem a vasta maioria de seus votos na década de 1930 devido aos benefícios do New Deal, continuaram a migrar para o Partido Democrata, em grande parte devido à defesa e apoio aos direitos civis por democratas proeminentes como Hubert Humphrey e Eleanor Roosevelt, e à mudança das máquinas locais para os democratas, como em Chicago. Embora o republicano Dwight D. Eisenhower tenha vencido metade do Sul nas eleição de 1952 e 1956, e o senador Barry Goldwater também tenha levado cinco estados do Sul na eleição de 1964, o democrata Jimmy Carter venceu todo o Sul, exceto a Virgínia, e não houve um realinhamento de longo prazo até as vitórias esmagadoras de Ronald Reagan no Sul nas eleição de 1980 e 1984.

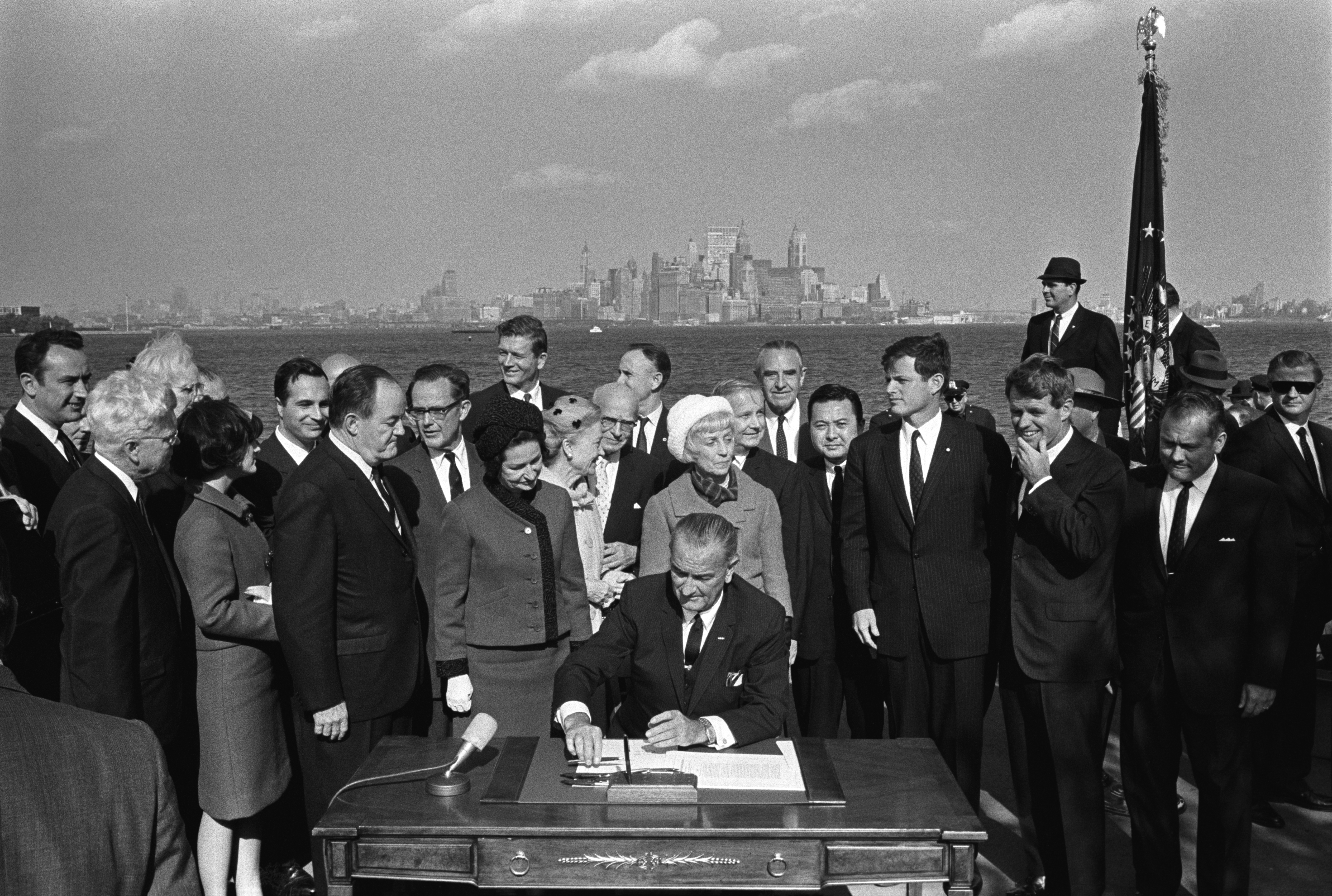
Presidente Johnson assinando a Lei de Imigração de 1965.

A dramática reversão do partido nas questões de direitos civis culminou quando o presidente democrata Lyndon B. Johnson assinou a Lei dos Direitos Civis de 1964. A lei foi aprovada na Câmara e no Senado por maiorias republicanas e democratas. A maioria dos democratas e todos os republicanos do Sul se opuseram à lei. O ano de 1968 marcou uma grande crise para o partido. Em janeiro, embora tenha sido uma derrota militar para o Viet Cong, a Ofensiva do Tet começou a virar a opinião pública americana contra a Guerra do Vietnã. O senador Eugene McCarthy mobilizou intelectuais e estudantes antiguerra [en] nos campi universitários e ficou a poucos pontos percentuais de derrotar Johnson nas primárias de New Hampshire: Johnson ficou permanentemente enfraquecido. Quatro dias depois, o senador Robert F. Kennedy, irmão do falecido presidente, entrou na corrida.
Johnson chocou a nação em 31 de março ao desistir da corrida, e quatro semanas depois seu vice-presidente, Hubert H. Humphrey, entrou na disputa, embora não tenha participado de nenhuma primária. Kennedy e McCarthy trocaram vitórias nas primárias enquanto Humphrey conquistava o apoio dos sindicatos e dos chefes das grandes cidades. Kennedy venceu a crucial primária da Califórnia em 4 de junho, mas foi assassinado naquela noite. Mesmo com a vitória de Kennedy na Califórnia, Humphrey já havia acumulado 1.000 dos 1.312 votos de delegados necessários para a indicação, enquanto Kennedy tinha cerca de 700.
Durante a Convenção Nacional Democrata de 1968, enquanto o Departamento de Polícia de Chicago e a Guarda Nacional do Exército de Illinois [en] confrontavam violentamente os manifestantes antiguerra nas ruas e parques de Chicago, os democratas indicaram Humphrey. Enquanto isso, o governador democrata do Alabama, George C. Wallace, lançou uma campanha de terceiro partido e, em certo momento, estava em segundo lugar atrás do candidato republicano Richard Nixon. Nixon venceu por pouco, com os democratas mantendo o controle do Congresso. O partido estava agora tão profundamente dividido que não venceria novamente a maioria do voto popular para presidente até a eleição de 1976, quando Jimmy Carter obteve 50,1% do voto popular.
O grau em que os democratas do Sul abandonaram o partido ficou evidente na eleição presidencial de 1968, quando os votos eleitorais de todos os antigos estados da Confederação, exceto o Texas, foram para o republicano Richard Nixon ou o independente Wallace. Os votos eleitorais de Humphrey vieram principalmente dos estados do Norte, marcando uma reversão dramática em relação à eleição de 1948, 20 anos antes, quando os votos eleitorais republicanos perdedores estavam concentrados nos mesmos estados.

## Comissão McGovern-Fraser e a campanha presidencial de George McGovern (1969–1972)
Após a derrota do partido em 1968, a Comissão McGovern-Fraser [en] propôs, e o partido adotou, mudanças profundas na seleção dos delegados para a convenção nacional. Mais poder sobre a escolha do candidato presidencial foi transferido para a base do partido, e as primárias presidenciais ganharam importância significativa. Na eleição de 1972, os democratas moveram-se para a esquerda e indicaram o senador George McGovern (Dakota do Sul) como candidato presidencial, com uma plataforma que defendia, entre outras coisas, a retirada imediata dos EUA do Vietnã (com seu slogan antiguerra "Volte para casa, América!") e uma renda mínima garantida [en] para todos os americanos. As forças de McGovern na convenção nacional depuseram o prefeito Richard J. Daley [en] e toda a delegação de Chicago, substituindo-os por insurgentes liderados por Jesse Jackson. Após ser revelado que seu companheiro de chapa, Thomas Eagleton, havia recebido terapia de choque elétrico, McGovern declarou apoio "1000%" a Eagleton, mas logo foi forçado a abandoná-lo e buscar um novo vice.
Vários nomes proeminentes recusaram o convite, mas McGovern finalmente escolheu Sargent Shriver, cunhado dos Kennedy e próximo de Daley. Em 14 de julho de 1972, McGovern nomeou sua gerente de campanha, Jean Westwood [en], como a primeira mulher presidente do Comitê Nacional Democrata. McGovern foi derrotado em uma vitória esmagadora pelo incumbent Richard Nixon, vencendo apenas em Massachusetts e Washington, D.C.

## Presidências de Richard Nixon (1969–1974) e Gerald Ford (1974–1977)
Os efeitos da derrota de George McGovern na eleição de 1972 tiveram impacto duradouro no Partido Democrata, mas foram interrompidos pelo escândalo Nixon, que temporariamente freou o declínio do partido de maneiras totalmente inesperadas. O Escândalo Watergate logo destruiu a presidência de Nixon. Com o perdão de Nixon por Gerald Ford pouco após sua renúncia em 1974, os democratas usaram a questão da "corrupção" para obter grandes ganhos nas eleições de meio de mandato. Na eleição de 1976, a desconfiança na administração, agravada por uma combinação de recessão econômica e inflação, às vezes chamada de "estagflação", levou à derrota de Ford por Jimmy Carter, ex-governador da Geórgia. Carter venceu como um outsider pouco conhecido, prometendo honestidade em Washington, uma mensagem que ressoou com os eleitores enquanto ele varreu o Sul e venceu por margem estreita.

## Presidência de Jimmy Carter (1977–1981)

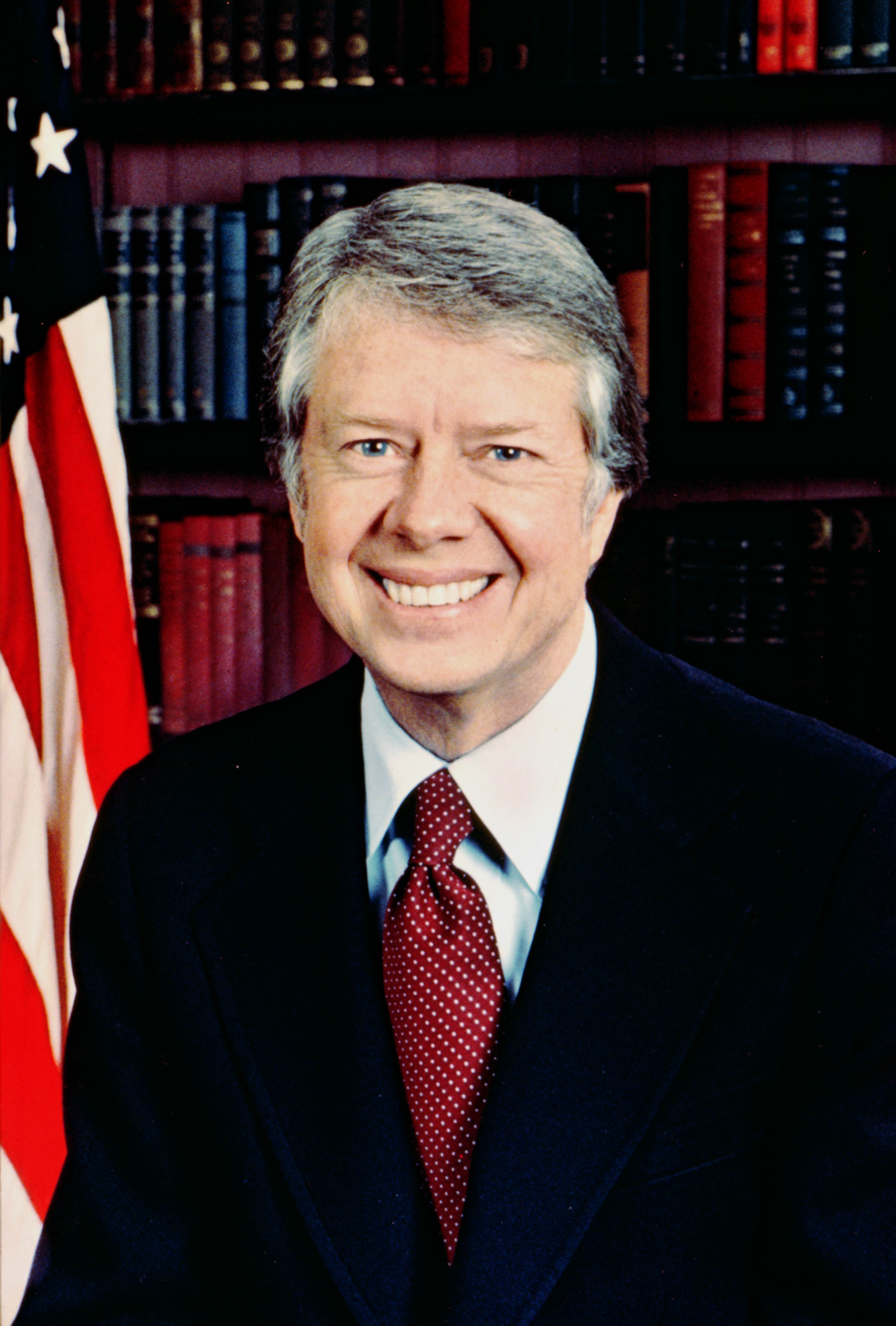
Presidente Jimmy Carter foi eleito em 1976 e derrotado em 1980

Carter era um fazendeiro de amendoim, senador estadual e governador de um mandato com experiência nacional mínima. Suas principais realizações incluíram a criação de uma política energética nacional e dois novos departamentos de gabinete, o Departamento de Energia dos Estados Unidos e o Departamento de Educação dos Estados Unidos. Carter também desregulamentou com sucesso as indústrias de transporte rodoviário, aéreo, ferroviário, financeiro, de comunicações e de petróleo (revertendo a abordagem do New Deal para regulamentação econômica), fortaleceu o sistema de seguridade social e nomeou números recordes de mulheres e minorias para cargos importantes. Ele também promulgou legislação robusta de proteção ambiental, expandindo o Serviço de Parques Nacionais no Alasca, criando 41,7 milhões de hectares de terras protegidas.
Nos assuntos externos, as conquistas de Carter incluíram os Acordos de Camp David, os Tratados do Canal do Panamá, o estabelecimento de relações diplomáticas plenas com a República Popular da China e a negociação do Tratado SALT II. Além disso, ele defendeu os direitos humanos globalmente, fazendo deles o centro da política externa de sua administração.
Os sucessos de Carter foram ofuscados por falhas. Ele não conseguiu implementar um plano nacional de saúde ou reformar o sistema tributário como havia prometido. Sua popularidade caiu enquanto a inflação disparava e o desemprego permanecia persistentemente alto. No exterior, a crise dos reféns iranianos, com 52 americanos mantidos por 444 dias, foi um constrangimento televisionado quase diariamente. Pior ainda, seu resgate militar dos reféns foi um fiasco. A Invasão soviética do Afeganistão no final daquele ano desiludiu ainda mais alguns americanos com Carter, e atletas ficaram desapontados quando ele cancelou a participação dos EUA nas Olimpíadas de Moscou de 1980. O senador liberal Ted Kennedy o atacou por ser conservador demais, mas não conseguiu impedir sua renomeação em 1980. Na eleição de novembro de 1980, Carter perdeu para Ronald Reagan. Os democratas perderam 12 cadeiras no Senado, e pela primeira vez desde 1954 os republicanos controlaram o Senado, embora a Câmara permanecesse em mãos democratas. Padrões de votação e resultados de pesquisas indicam que a vitória republicana substancial foi consequência do fraco desempenho econômico sob Carter e os democratas, e não representou uma guinada ideológica à direita do eleitorado. O Irã libertou todos os reféns americanos minutos após a posse de Reagan, encerrando uma crise de 444 dias.

## Presidência de Ronald Reagan (1981–1989)

### Anos 1980: Combatendo o Reaganismo

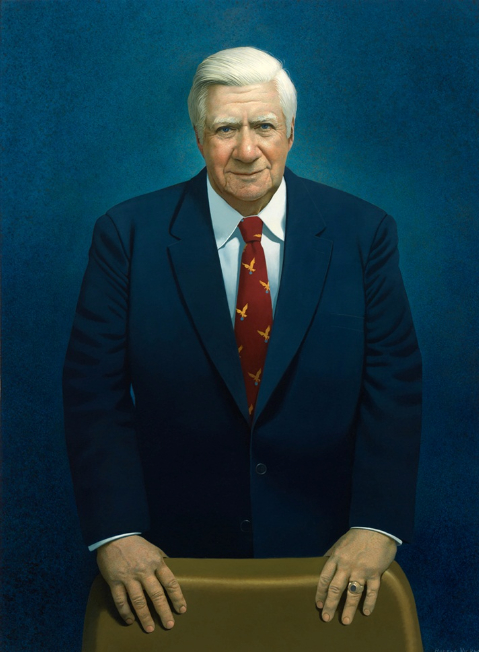
Representante Thomas "Tip" O'Neill foi presidente da Câmara (1977–1987) e o democrata de mais alto escalão em Washington, D.C. durante a maior parte do mandato de Reagan

Democratas que apoiavam muitas políticas conservadoras foram fundamentais na eleição do republicano Presidente Ronald Reagan na eleição de 1980. Os "Democratas de Reagan [en]" eram democratas antes e depois dos anos Reagan, mas votaram em Ronald Reagan em 1980 e 1984, e em George H. W. Bush na eleição de 1988, garantindo-lhes vitórias esmagadoras. Os Democratas de Reagan eram majoritariamente brancos étnicos do Nordeste e Meio-Oeste, atraídos pelo conservadorismo social de Reagan em questões como aborto e por sua política externa firme. Eles não continuaram votando nos republicanos nas eleição de 1992 ou 1996, então o termo caiu em desuso, exceto como referência aos anos 1980. O termo não é usado para descrever Sulistas brancos que se tornaram republicanos permanentes em eleições presidenciais.
Stan Greenberg [en], um pesquisador democrata, analisou eleitores étnicos brancos – em grande parte trabalhadores sindicalizados da indústria automotiva – no subúrbio de Condado de Macomb, Michigan, ao norte de Detroit. O condado votou 63% em Kennedy em 1960 e 66% em Reagan em 1984. Ele concluiu que os Democratas de Reagan não viam mais os democratas como defensores de suas aspirações de classe média, mas como um partido trabalhando principalmente em benefício de outros, especialmente afro-americanos, grupos de interesse da esquerda política e os muito pobres.
O fracasso em manter os Democratas de Reagan e o Sul branco levou ao colapso final da Coalizão do New Deal. Na eleição de 1984, Reagan venceu 49 estados contra o ex-vice-presidente e senador de Minnesota Walter Mondale, um defensor ferrenho do New Deal.
Em resposta a essas derrotas esmagadoras, o Conselho de Liderança Democrata [en] (DLC) foi criado em 1985. Ele trabalhou para mover o partido à direita, ao centro ideológico, para recuperar parte do financiamento perdido para os republicanos devido ao apoio de doadores corporativos a Reagan. O objetivo era reter eleitores de centro-esquerda, bem como moderados e conservadores em questões sociais, tornando-se um partido pega-tudo com amplo apelo aos opositores dos republicanos. Apesar disso, o governador de Massachusetts Michael Dukakis, concorrendo não como um defensor do New Deal, mas como um especialista em eficiência na administração pública, perdeu por uma vitória esmagadora na eleição de 1988 para o vice-presidente George H. W. Bush.

### O Sul torna-se republicano

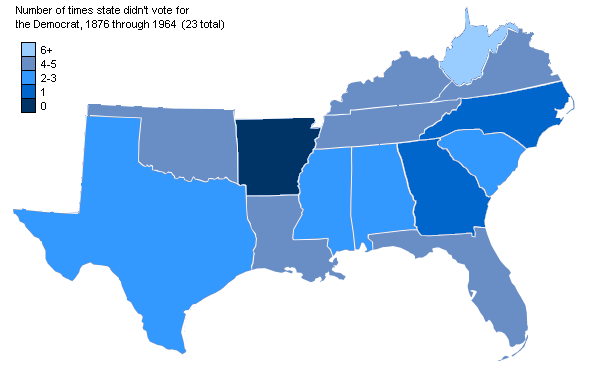
Como os estados do Sul votaram de 1876 a 1964.

Por quase um século após a Reconstrução, o Sul branco identificou-se com o Partido Democrata. O domínio dos democratas era tão forte que a região era chamada de Sul Sólido, embora os republicanos controlassem partes das Montanhas Apalaches e competissem por cargos estaduais nos estados de fronteira. Antes de 1948, os Democratas do Sul acreditavam que seu partido, com respeito aos Direitos dos Estados [en] e apreço pelos valores sulistas tradicionais, era o defensor do modo de vida sulista. Eles alertavam contra intenções agressivas de liberais e republicanos do Norte e ativistas dos direitos civis, que denunciavam como "agitadores externos".
A adoção de uma forte plataforma de direitos civis na convenção de 1948 e a integração das forças armadas pela Ordem Executiva 9981 do presidente Harry S. Truman, que garantia tratamento e oportunidades iguais para militares afro-americanos, criaram uma divisão entre os ramos Norte e Sul do partido. O partido ficou profundamente dividido na eleição seguinte, quando o democrata do Sul Strom Thurmond concorreu pelo "Partido Democrata dos Direitos dos Estados".
Com a presidência de John F. Kennedy, o Partido Democrata começou a abraçar o movimento dos direitos civis, e seu domínio no Sul foi irremediavelmente quebrado. A vitória apertada de Kennedy e sua pequena margem de trabalho no Congresso contribuíram para sua navegação cautelosa nas questões de direitos civis. Ele hesitava em perder apoio sulista para legislações em várias frentes ao pressionar demais por leis de direitos civis. Ao assinar a Lei dos Direitos Civis de 1964, o presidente Lyndon B. Johnson profetizou: "Perdemos o Sul por uma geração".
A modernização trouxe fábricas, empresas nacionais e cidades maiores e mais cosmopolitas como Atlanta, Dallas, Charlotte e Houston ao Sul, além de milhões de migrantes do Norte e mais oportunidades de ensino superior. Enquanto isso, a economia de algodão e tabaco do Sul rural tradicional desapareceu, com ex-agricultores indo trabalhar em fábricas. À medida que o Sul se tornava mais parecido com o resto da nação, não podia mais se manter à parte em termos de segregação racial. A integração e o Movimento dos Direitos Civis causaram enorme controvérsia no Sul branco, com muitos atacando-a como uma violação dos direitos dos estados. Quando a segregação foi proibida por ordem judicial e pelas Leis dos Direitos Civis de 1964 e 1965, um grupo obstinado resistiu à integração, liderado por governadores democratas como Orval Faubus de Arkansas, Lester Maddox [en] da Geórgia e especialmente George Wallace do Alabama. Esses governadores populistas apelavam a um eleitorado menos educado, de colarinho azul, que, por razões econômicas, favorecia o Partido Democrata, mas se opunha à dessegregação. Após 1965, a maioria dos sulistas aceitou a integração (exceto nas escolas públicas).
Sentindo-se traídos pelo Partido Democrata, os Sulistas brancos tradicionais juntaram-se à nova classe média e aos migrantes do Norte na migração para o Partido Republicano. Enquanto isso, eleitores negros recém-emancipados começaram a apoiar candidatos democratas em níveis de 80–90%, produzindo líderes democratas como Julian Bond [en] e John Lewis da Geórgia e Barbara Jordan do Texas. Como Martin Luther King Jr. havia prometido, a integração trouxe um novo dia à política sulista.
Além de sua base branca de classe média, os republicanos atraíram maiorias sólidas entre cristãos evangélicos, que antes dos anos 1980 eram em grande parte apolíticos. Pesquisas de saída na eleição presidencial de 2004 mostraram que George W. Bush liderou John Kerry por 70–30% entre os sulistas brancos, que eram 71% dos eleitores. Kerry tinha uma vantagem de 90–9 entre os 18% de eleitores sulistas negros. Um terço dos eleitores sulistas disse ser evangélico branco e votou em Bush por 80–20.

## Presidência de George H. W. Bush (1989–1993)

### Oposição à Guerra do Golfo
Os democratas incluíam um forte elemento que amadureceu em oposição à Guerra do Vietnã e permaneceu hostil às intervenções militares americanas. Em 1º de agosto de 1990, o Iraque, liderado por Saddam Hussein, invadiu o Kuwait. O presidente Bush formou uma coalizão internacional e obteve aprovação das Nações Unidas para expulsar o Iraque. Em 12 de janeiro de 1991, o Congresso autorizou, por margem estreita, o uso de força militar contra o Iraque, com os republicanos a favor e os democratas contrários. A votação na Câmara foi de 250 a 183, e no Senado, de 52 a 47. No Senado, 42 republicanos e 10 democratas votaram sim para a guerra, enquanto 45 democratas e dois republicanos votaram não. Na Câmara, 164 republicanos e 86 democratas votaram sim, e 179 democratas, três republicanos e um independente votaram não.

## Presidência de Bill Clinton (1993–2001)

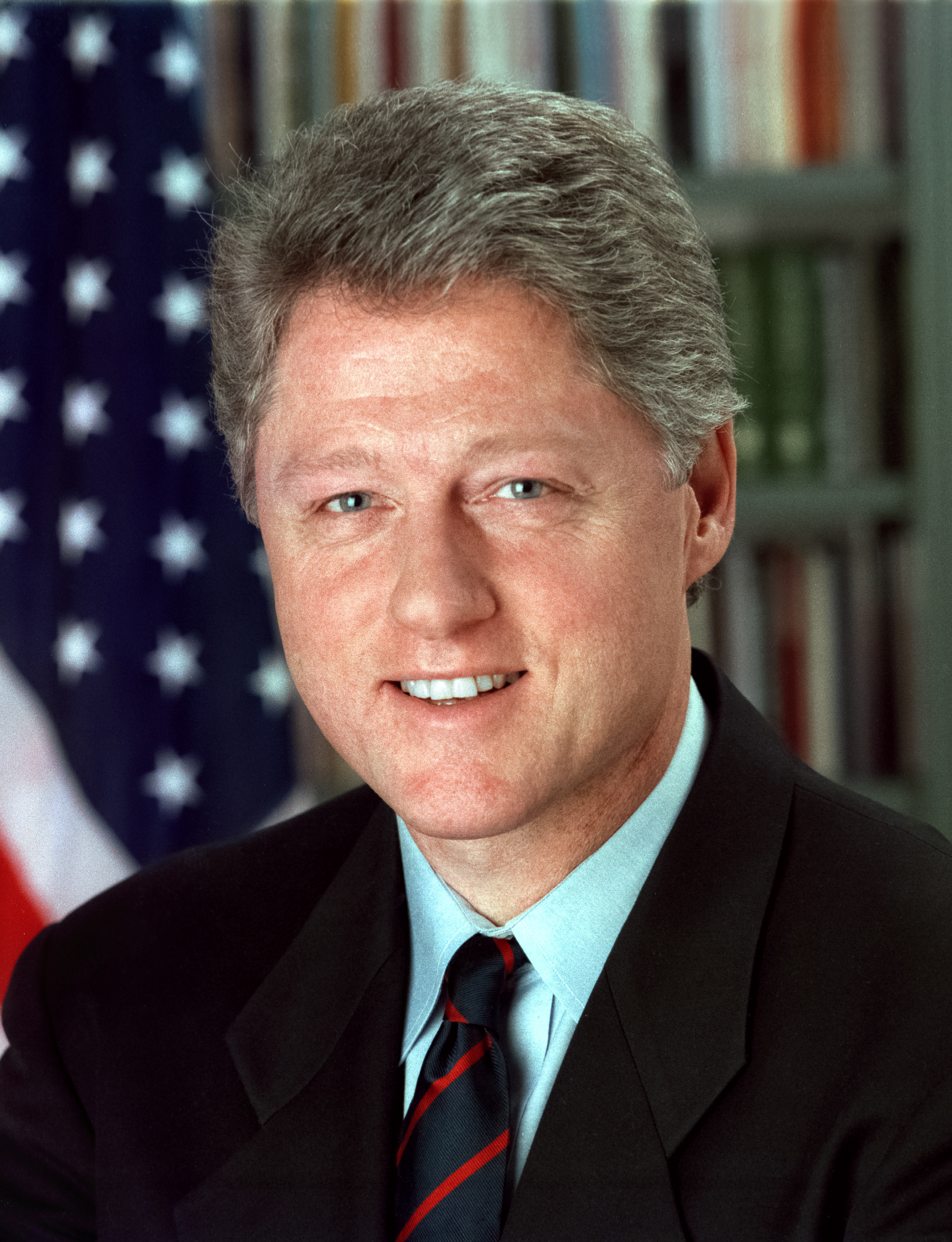
Durante a presidência de Bill Clinton, o Partido Democrata moveu-se ideologicamente para o centro

Na década de 1990, o Partido Democrata revitalizou-se, em parte ao deslocar-se para a direita em políticas econômicas. Na eleição de 1992, pela primeira vez em 12 anos, os Estados Unidos tiveram um democrata na Casa Branca. Durante o mandato do presidente Bill Clinton, o Congresso equilibrou o orçamento federal pela primeira vez desde a presidência de Kennedy e supervisionou uma economia americana robusta, com crescimento de renda em todos os níveis. O Conselho de Liderança Democrata defendeu um realinhamento e a  triangulação, movendo-se para o centro em questões econômicas sob a etiqueta rebatizada de "Novos Democratas" para se adaptar à era pós-Reagan.
Em 1994, a economia registrou a menor combinação de desemprego e inflação em 25 anos. O presidente Clinton sancionou várias leis de controle de armas, incluindo a Lei Brady [en], que impôs um período de espera de cinco dias para compras de armas de fogo; ele também assinou uma proibição de vários tipos de arma de fogo semiautomática (que expirou em 2004). Sua lei sobre licença médica e familiar [en], abrangendo cerca de 40 milhões de americanos, ofereceu aos trabalhadores até 12 semanas de licença não remunerada, com garantia de emprego, para nascimento de filhos ou doença pessoal ou familiar. Ele enviou militares dos EUA ao Haiti para reinstaurar o presidente deposto Jean-Bertrand Aristide, tomou uma posição firme nas negociações de paz entre palestinos e israelenses, intermediou um cessar-fogo histórico na Irlanda do Norte e negociou os Acordos de Dayton. Na eleição de 1996, Clinton tornou-se o primeiro presidente democrata a ser reeleito desde Franklin D. Roosevelt.
No entanto, os democratas perderam a maioria em ambas as câmaras do Congresso em 1994. Clinton vetou dois projetos de reforma do bem-estar apoiados pelos republicanos antes de sancionar o terceiro, a lei da responsabilidade pessoal e oportunidades de trabalho [en] de 1996. A reforma de responsabilidade civil na lei de reforma de litígio de títulos privados [en] foi aprovada apesar de seu veto. Os sindicatos, que vinham perdendo membros desde os anos 1960, descobriram que também haviam perdido influência política dentro do Partido Democrata, e Clinton promulgou o Acordo de Livre Comércio da América do Norte com Canadá e México apesar das fortes objeções sindicais. Em 1998, a Câmara dos Representantes, liderada pelos republicanos, impôs impeachment a Clinton por duas acusações, embora ele tenha sido posteriormente absolvido pelo Senado dos Estados Unidos em 1999. Sob a liderança de Clinton, os Estados Unidos participaram da Operação Força Aliada da OTAN contra a Iugoslávia naquele ano.

### Mercados livres

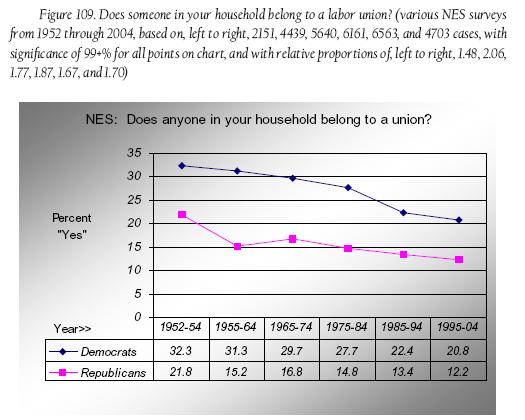
Percentagens mais altas de democratas do que republicanos pertencem a famílias sindicalizadas.

Na década de 1990, a administração Clinton continuou as reformas de mercado livre, ou neoliberais, iniciadas sob a administração Reagan. O historiador Gary Gerstle [en] afirma que Reagan foi o arquiteto ideológico da ordem neoliberal formulada nas décadas de 1970 e 1980, mas foi Clinton quem a facilitou de forma crucial, tornando essa ordem dominante após o fim da Guerra Fria. No entanto, o economista Sebastian Mallaby [en] argumenta que o partido adotou cada vez mais princípios pró-negócios e de mercado livre após 1976:
Ideias de mercado livre foram adotadas pelos democratas quase tanto quanto pelos republicanos. Jimmy Carter iniciou o grande impulso pela desregulamentação, geralmente com o apoio de seu partido no Congresso. Bill Clinton presidiu o crescimento do sistema financeiro paralelo pouco supervisionado e a revogação das restrições da era da Depressão sobre bancos comerciais.
O historiador Walter Scheidel [en] também postula que ambos os partidos mudaram para o capitalismo de mercado livre na década de 1970:
Nos Estados Unidos, ambos os partidos dominantes deslocaram-se para o capitalismo de mercado livre. Embora análises de votações mostrem que, desde os anos 1970, os republicanos se desviaram mais para a direita do que os democratas para a esquerda, estes últimos foram fundamentais na implementação da desregulamentação financeira nos anos 1990 e focaram cada vez mais em questões culturais como gênero, raça e identidade sexual, em vez de políticas tradicionais de bem-estar social.
Tanto Carter quanto Clinton abandonaram silenciosamente o estilo do New Deal de apoio agressivo ao bem-estar para os pobres e ao apoio à classe trabalhadora e aos sindicatos. Eles minimizaram a hostilidade tradicional dos democratas aos negócios e a regulamentação agressiva da economia. Carter e Clinton concordaram com uma maior dependência da economia de mercado – como os conservadores há muito exigiam. Ambos priorizaram o controle da inflação sobre a redução do desemprego. Ambos buscaram orçamentos equilibrados – e Clinton realmente conseguiu gerar um superávit no orçamento federal. Ambos usaram mais a política monetária do que a política fiscal/gastos para gerenciar a economia e aceitaram a ênfase conservadora em programas do lado da oferta para incentivar o investimento privado, com a expectativa de que isso produziria crescimento econômico de longo prazo.

### Eleição de 2000
Durante a eleição presidencial de 2000, os democratas escolheram o vice-presidente Al Gore como candidato do partido à presidência. Gore concorreu contra George W. Bush, o candidato republicano e filho do ex-presidente George H. W. Bush. As questões defendidas por Gore incluíam redução da dívida nacional, cortes de impostos, política externa, educação pública, aquecimento global, nomeações judiciais e ação afirmativa [en]. No entanto, sua associação com Clinton e o DLC levou críticos a afirmar que Bush e Gore eram muito semelhantes, especialmente em livre comércio, redução do bem-estar social e pena de morte. O candidato presidencial do Partido Verde, Ralph Nader, foi particularmente vocal em suas críticas.
Gore venceu por uma pluralidade popular de mais de 543.895 votos sobre Bush, mas perdeu no Colégio Eleitoral por quatro votos. Muitos democratas culparam o papel de efeito spoiler [en] do terceiro partido de Nader pela derrota de Gore. Eles apontaram para os estados de New Hampshire (4 votos eleitorais) e Flórida (25 votos eleitorais), onde o total de votos de Nader excedeu a margem de vitória de Bush. Na Flórida, Nader recebeu 97.000 votos, e Bush derrotou Gore por apenas 537. A controvérsia marcou a eleição, e Gore largou em grande parte a política eletiva.
Apesar da derrota apertada de Gore, os democratas ganharam cinco cadeiras no Senado (incluindo a eleição de Hillary Clinton em Nova York), transformando uma vantagem republicana de 55–45 em um empate de 50–50 (com um vice-presidente republicano desempatando). No entanto, quando o senador republicano Jim Jeffords [en] de Vermont decidiu em 2001 tornar-se independente e votar com o caucus democrata, a maioria mudou junto com o assento, incluindo o controle do plenário (pelo Líder da Maioria) e das presidências de todos os comitês. Ainda assim, os republicanos recuperaram a maioria no Senado com ganhos em 2002 e 2004, deixando os democratas com apenas 44 cadeiras, o menor número desde os anos 1920.

## Presidência de George W. Bush (2001–2009)
Após os Ataques de 11 de setembro de 2001, o foco da nação mudou para questões de segurança nacional. Todos os democratas, exceto uma (a representante Barbara Lee), votaram com seus colegas republicanos para autorizar a invasão do Afeganistão em 2001 pelo presidente Bush. O líder da Câmara Richard Gephardt [en] e o líder do Senado Thomas Daschle [en] pressionaram os democratas a votar pelo Ato Patriota dos EUA e pela invasão do Iraque. Os democratas dividiram-se sobre a invasão do Iraque em 2003 e expressaram crescentemente preocupações sobre a justificativa e o progresso da Guerra ao Terrorismo, bem como os efeitos domésticos do Ato Patriota.

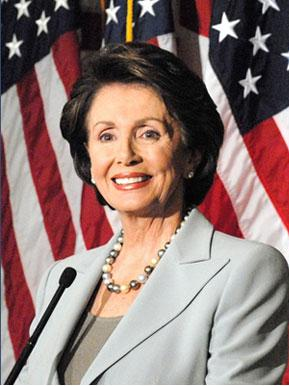
Nancy Pelosi, da Califórnia, foi a primeira mulher a servir como Presidente da Câmara dos Representantes

Após o escândalo de fraude financeira da Enron Corporation e outras empresas, os democratas no Congresso pressionaram por uma revisão legal da contabilidade empresarial para prevenir novas fraudes contábeis [en]. Isso levou ao bipartidário Lei Sarbanes-Oxley em 2002. Com perdas de empregos e falências aumentando em várias regiões e indústrias em 2001 e 2002, os democratas geralmente fizeram campanha sobre a questão da recuperação econômica. Isso não funcionou para eles em 2002, pois os democratas perderam algumas cadeiras na Câmara dos Representantes dos EUA. Eles perderam três cadeiras no Senado (Geórgia, onde Max Cleland [en] foi destituído; Minnesota, onde Paul Wellstone morreu e seu sucessor democrata perdeu a eleição; e Missouri, onde Jean Carnahan foi destituída). Enquanto os democratas ganharam governos em Novo México (onde Bill Richardson foi eleito), Arizona (Janet Napolitano), Michigan (Jennifer Granholm) e Wyoming (Dave Freudenthal), outros democratas perderam governos em Carolina do Sul (Jim Hodges), Alabama (Don Siegelman) e – pela primeira vez em mais de um século – Geórgia (Roy Barnes [en]). A eleição levou a outra rodada de reflexões sobre a base cada vez mais estreita do partido. Os democratas sofreram mais perdas em 2003, quando um recall eleitoral destituiu o impopular governador democrata da Califórnia Gray Davis e o substituiu pelo republicano Arnold Schwarzenegger. Até o final de 2003, os quatro estados mais populosos tinham governadores republicanos: Califórnia, Texas, Nova York e Flórida.

### Eleição de 2004
A campanha de 2004 começou já em dezembro de 2002, quando Gore anunciou que não concorreria novamente na eleição de 2004. Howard Dean [en], ex-governador de Vermont e opositor da Guerra do Iraque, foi inicialmente o favorito. Um erro incomum conhecido como o "Grito de Dean [en]" e a cobertura negativa subsequente da mídia acabaram com sua candidatura. A indicação foi para o senador de Massachusetts John Kerry, um centrista com forte apoio do Conselho de Liderança Democrata. Os democratas uniram-se para atacar a guerra de Bush no Iraque. Kerry perdeu por uma margem de 3 milhões de votos entre 120 milhões e perdeu quatro cadeiras no Senado. Os democratas ficaram com apenas 44 senadores, o menor número desde os anos 1920. Um ponto positivo foi a vitória de Barack Obama em Illinois.
Após a eleição de 2004, democratas proeminentes começaram a repensar a direção do partido. Alguns propuseram um movimento à direita para reconquistar cadeiras na Câmara e no Senado e possivelmente vencer a Presidência em 2008, enquanto outros exigiam que o partido se deslocasse mais à esquerda e se tornasse uma oposição mais forte. Um tema de intenso debate foi a política do partido em torno dos direitos reprodutivos. Em What's the Matter with Kansas? [en], o comentarista Thomas Frank escreveu que os democratas precisavam retornar ao populismo econômico nas campanhas.

### Howard Dean e a estratégia dos cinquenta estados (2005–2007)
Esses debates refletiram-se na campanha de 2005 para Presidente do Comitê Nacional Democrata, que Howard Dean venceu apesar das objeções de muitos insiders do partido. Dean buscou afastar a estratégia democrata do establishment e fortalecer o apoio às organizações estaduais do partido, mesmo em estados vermelhos (a estratégia dos cinquenta estados [en]).
Quando o 109º Congresso se reuniu, Harry Reid, o novo Líder da Minoria no Senado, tentou convencer os senadores democratas a votar mais como um bloco em questões importantes e forçou os republicanos a abandonar sua pressão pela privatização da Seguridade Social [en].
Com escândalos envolvendo o lobista Jack Abramoff [en], bem como Duke Cunningham [en], Tom DeLay [en], o Mark Foley [en] e Bob Taft [en], os democratas usaram o slogan "Cultura da corrupção [en]" contra os republicanos durante a campanha de 2006. Segundo Robin Paul Malloy [en], a opinião pública negativa sobre a Guerra do Iraque, a insatisfação generalizada com o déficit federal crescente e o manejo inepto do desastre do Furacão Katrina derrubaram os índices de aprovação do presidente Bush.
Como resultado dos ganhos nas eleições de meio de mandato de 2006, o Partido Democrata assumiu o controle de ambas as câmaras do Congresso. Os democratas também passaram de uma minoria para uma maioria de governos estaduais. Houve também ganhos em várias legislaturas estaduais, dando aos democratas o controle de uma pluralidade delas em todo o país. Nenhum incumbente democrata foi derrotado, e nenhum assento aberto detido por democratas foi perdido em uma disputa importante. Candidatos conservadores e populistas tiveram bom desempenho. Pesquisas de saída sugeriram que a corrupção foi uma questão-chave para muitos eleitores. Nancy Pelosi foi eleita a primeira mulher presidente da Câmara e imediatamente pressionou pela aprovação do Plano das 100 Horas [en] de oito novos programas liberais.

### Eleição presidencial de 2008
As primárias presidenciais democratas de 2008 [en] deixaram dois candidatos em acirrada competição: o senador de Illinois Barack Obama e a senadora de Nova York Hillary Clinton. Ambos conquistaram mais apoio dentro de um grande partido americano do que qualquer candidato afro-americano ou mulher anteriormente. Antes da ratificação oficial na Convenção Nacional Democrata de 2008 [en], Obama emergiu como o presumível indicado do partido. Com o presidente George W. Bush, do Partido Republicano, inelegível para um terceiro mandato e o vice-presidente Dick Cheney não buscando a indicação de seu partido, o senador John McCain, do Arizona, emergiu mais rapidamente como o indicado republicano.
Durante a maior parte da eleição presidencial de 2008, as pesquisas mostraram uma disputa acirrada entre Obama e John McCain. No entanto, Obama manteve uma pequena, mas crescente, vantagem sobre McCain após a crise de liquidez de setembro de 2008.
Em 4 de novembro, Obama derrotou McCain por uma margem significativa no Colégio Eleitoral, e o partido também fez mais ganhos no Senado e na Câmara, somando-se aos avanços de 2006.

## Presidência de Barack Obama (2009–2017)

Em 4 de novembro de 2008, Barack Obama foi eleito o primeiro presidente afro-americano dos Estados Unidos

Em 20 de janeiro de 2009, Obama foi empossado como o 44º presidente dos Estados Unidos em uma cerimônia assistida por quase 2 milhões de pessoas, o maior público já reunido para testemunhar a posse de um novo presidente. No mesmo dia, em Washington, D.C., líderes republicanos da Câmara dos Representantes reuniram-se em um encontro "somente para convidados" por quatro horas para discutir o futuro do Partido Republicano sob a administração Obama.
Um dos primeiros atos da administração Obama após assumir o controle foi uma ordem assinada pelo Chefe de Gabinete Rahm Emanuel, suspendendo todas as regulamentações federais pendentes propostas pelo presidente cessante George W. Bush para revisão. Isso foi semelhante a movimentos anteriores da administração Bush ao assumir o controle de Bill Clinton, que em seus últimos 20 dias no cargo emitiu 12 ordens executivas. Na primeira semana, Obama também estabeleceu uma política de produzir um vídeo semanal matinal de sábado, disponível em whitehouse.gov [en] e no YouTube, semelhante aos divulgados durante seu período de transição. A política é comparada aos Fireside chats de Franklin Delano Roosevelt e aos discursos semanais de rádio de George W. Bush.
O presidente Obama sancionou as seguintes legislações significativas durante seus primeiros 100 dias na Casa Branca: lei Lilly Ledbetter de remuneração justa de 2009 [en], Lei de Reautorização do Seguro Saúde Infantil de 2009 e o lei americana de recuperação e reinvestimento de 2009 [en]. Durante seus primeiros 100 dias, a administração Obama reverteu as seguintes políticas significativas da administração George W. Bush: apoio à Declaração sobre orientação sexual e identidade de gênero das Nações Unidas, relaxamento da aplicação das leis sobre cannabis e levantamento da proibição de 7 anos e meio de financiamento federal para pesquisas com células-tronco embrionárias. Obama também emitiu a Ordem Executiva 13492 [en], ordenando o fechamento do campo de detenção da Baía de Guantánamo, embora ele tenha permanecido aberto durante todo seu mandato. Ele também suspendeu algumas restrições de viagem e dinheiro para Cuba, encerrou a Política da Cidade do México [en] e assinou uma ordem exigindo que o Manual de Campo do Exército [en] fosse usado como guia para interrogatórios de terror, proibindo torturas como o waterboarding.
Obama também anunciou diretrizes mais rígidas sobre lobistas [en] em um esforço para elevar os padrões éticos da Casa Branca. A nova política proíbe assessores de tentar influenciar a administração por pelo menos dois anos se deixarem seu quadro e impede assessores em atividade de trabalhar em assuntos sobre os quais fizeram lobby anteriormente ou abordar agências que visaram enquanto estavam no cargo. A proibição também incluiu a vedação de presentes. No entanto, um dia depois, ele indicou William J. Lynn III [en], lobista da empreiteira de defesa Raytheon, para o cargo de Secretário Adjunto de Defesa dos Estados Unidos [en]. Mais tarde, Obama indicou William Corr, um lobista antitabaco, para Secretário Adjunto de Saúde e Serviços Humanos.
Durante o início da presidência de Obama, surgiu o Movimento Tea Party, um movimento conservador que começou a influenciar fortemente o Partido Republicano nos Estados Unidos, deslocando o GOP mais à direita e tornando-o mais partidário em sua ideologia. Em 18 de fevereiro de 2009, Obama anunciou que a presença militar dos EUA no Afeganistão seria reforçada com 17.000 novas tropas até o verão. O anúncio seguiu a recomendação de vários especialistas, incluindo o Secretário de Defesa Robert Gates, de que tropas adicionais fossem enviadas ao conturbado país do Sul da Ásia. Em 27 de fevereiro de 2009, Obama dirigiu-se aos fuzileiros em Camp Lejeune, Carolina do Norte, e delineou uma estratégia de saída para a Guerra do Iraque. Obama prometeu retirar todas as tropas de combate do Iraque até 31 de agosto de 2010 e uma "força de transição" de até 50.000 pessoas em funções de contraterrorismo, aconselhamento, treinamento e apoio até o final de 2011.
Obama assinou dois memorandos presidenciais [en] sobre independência energética, ordenando ao Departamento de Transportes estabelecer padrões mais altos de eficiência de combustível antes do lançamento dos modelos de 2011 e permitindo que os estados elevassem seus padrões de emissões acima do padrão nacional. Devido à crise econômica, o presidente decretou um congelamento salarial para funcionários sêniores da Casa Branca que ganhavam mais de 100.000 dólares por ano. A medida afetou cerca de 120 funcionários e resultou em uma economia de aproximadamente 443.000 dólares para o governo dos Estados Unidos. Em 10 de março de 2009, em uma reunião com a Coalizão Novo Democrata, Obama disse a eles que era um "Novo Democrata", "democrata pró-crescimento", "apoia o comércio livre e justo" e "muito preocupado com um retorno ao protecionismo".
Em 26 de maio de 2009, o presidente Obama nomeou [en] Sonia Sotomayor para Juiz Associado da Suprema Corte dos Estados Unidos. Sotomayor foi confirmada pelo Senado, tornando-se a funcionária governamental de origem porto-riquenha de mais alto escalão da história. Em 1º de julho de 2009, o presidente Obama sancionou a Lei abrangente sobre sanções, responsabilidade e desinvestimento no Irã de 2010 [en]. Em 7 de julho de 2009, Al Franken tomou posse no Senado, dando aos democratas no Senado o limite de 60 votos para superar o filibuster [en].
Em 28 de outubro de 2009, Obama sancionou a Lei de autorização de defesa nacional para o ano fiscal de 2010 [en], que incluía a Lei de Prevenção de Crimes de Ódio de Matthew Shepard e James Byrd Jr. [en], expandindo as leis federais de crimes de ódio para incluir orientação sexual, identidade de gênero e deficiência. Em 21 de janeiro de 2010, a Suprema Corte decidiu, por 5 a 4, no caso Citizens United v. Comissão Eleitoral Federal [en], que a Primeira Emenda proibia o governo de restringir gastos políticos independentes por uma corporação sem fins lucrativos. Em 4 de fevereiro de 2010, o republicano Scott Brown [en], de Massachusetts, tomou posse no Senado, encerrando o limite de 60 votos dos democratas no Senado para superar um filibuster.
Em 23 de março de 2010, o presidente Obama sancionou sua legislação mais marcante, a Lei de Proteção ao Paciente e Cuidados Acessíveis, junto com a Lei de Reconciliação de Educação e Assistência Médica de 2010 [en], representando a mais significativa reforma regulatória do sistema de saúde dos EUA desde a aprovação do Medicare e Medicaid em 1965. Em 10 de maio de 2010, o presidente Obama nomeou [en] Elena Kagan para Juiz Associado da Suprema Corte dos Estados Unidos. Em 21 de julho de 2010, Obama sancionou a Lei Dodd-Frank de Reforma de Wall Street e Proteção ao Consumidor [en], e Elena Kagan foi confirmada pelo Senado em 5 de agosto de 2010, por 63 a 37 votos. Kagan tomou posse em 7 de agosto de 2010, pelo Chefe de Justiça John Roberts.
Em 19 de agosto de 2010, a 4ª Brigada Stryker, 2ª Divisão de Infantaria foi a última brigada de combate americana a se retirar do Iraque. Em um discurso no Gabinete Oval em 31 de agosto de 2010, Obama declarou: "[A] missão de combate americana no Iraque terminou. A Operação Liberdade do Iraque acabou, e o povo iraquiano agora tem a responsabilidade principal pela segurança de seu país". Cerca de 50.000 tropas americanas permaneceram no país em capacidade consultiva como parte da "Operação Novo Amanhecer", que durou até o final de 2011. Novo Amanhecer foi a última campanha designada dos EUA na guerra. Os militares dos EUA continuaram a treinar e aconselhar as forças iraquianas, bem como participar de combates ao lado delas.
Em 2 de novembro de 2010, durante as eleições de meio de mandato de 2010, o Partido Democrata teve uma perda líquida de seis cadeiras no Senado e 63 cadeiras na Câmara. O controle da Câmara dos Representantes passou do Partido Democrata para o Partido Republicano. Os democratas perderam uma rede de seis governos estaduais e 680 cadeiras em legislaturas estaduais. Os democratas perderam o controle de sete legislaturas estaduais do Senado e 13 câmaras estaduais. Esse foi o pior desempenho do Partido Democrata em uma eleição nacional desde as eleições de 1946. Os números da Coalizão Cão Azul [en] na Câmara foram reduzidos de 54 membros em 2008 para 26 em 2011, representando metade das derrotas democratas durante a eleição. Esta foi a primeira eleição nacional dos Estados Unidos em que Super PACs [en] foram usados por democratas e republicanos. Muitos comentaristas atribuem o sucesso eleitoral do Partido Republicano em 2010 ao gasto de campanha dos Super PACs conservadores, ao Movimento Tea Party, à reação contra o presidente Obama, à falha em mobilizar a coalizão de Obama para votar e à incapacidade de Obama de cumprir muitas de suas promessas de campanha progressistas e liberais.
Em 1º de dezembro de 2010, Obama anunciou na Academia Militar dos EUA em West Point que os EUA enviariam mais 30.000 tropas ao Afeganistão. Organizações anti-guerra nos EUA responderam rapidamente, e cidades em todo o país viram protestos em 2 de dezembro. Muitos manifestantes compararam a decisão de enviar mais tropas ao Afeganistão à expansão da Guerra do Vietnã sob a administração Johnson.
Durante a sessão de "pato manco" do 111º Congresso dos Estados Unidos, o presidente Obama sancionou as seguintes legislações significativas: Lei de 2010 sobre alívio de impostos, reautorização do seguro-desemprego e criação de empregos [en], Lei de revogação do Don't Ask, Don't Tell de 2010 [en], James Zadroga Lei de Saúde e Compensação do 11 de Setembro [en], Lei de Conservação dos Tubarões [en] e a Lei de modernização da segurança alimentar da FDA [en]. Em 18 de dezembro de 2010, começou a Primavera Árabe. Em 22 de dezembro de 2010, o Senado dos EUA deu seu conselho e consentimento para a ratificação do Novo START por uma votação de 71 a 26 na resolução de ratificação. O 111º Congresso dos Estados Unidos foi considerado um dos mais produtivos da história em termos de legislação aprovada desde o 89º Congresso [en], durante a Grande Sociedade de Lyndon B. Johnson.
Em 23 de fevereiro de 2011, o Procurador-Geral dos Estados Unidos Eric Holder anunciou que o governo federal dos Estados Unidos não defenderia mais a Lei de Defesa do Casamento nos tribunais federais. Em resposta à Primeira Guerra Civil Líbia, a Secretária de Estado Hillary Clinton, junto com a Embaixadora na ONU Susan Rice e a Diretora do Escritório de Multilateralismo e Direitos Humanos Samantha Power, lideraram a equipe diplomática hawkish dentro da administração Obama que convenceu o presidente Obama a favor de ataques aéreos contra o governo líbio. Em 19 de março de 2011, os Estados Unidos iniciaram a intervenção militar na Líbia.
As reações domésticas dos Estados Unidos à intervenção militar na Líbia em 2011 [en] foram mistas no Partido Democrata. Opositores à intervenção militar na Líbia em 2011 dentro do Partido Democrata incluíram o Rep. Dennis Kucinich, o Sen. Jim Webb, o Rep. Raúl Grijalva [en], o Rep. Mike Honda [en], a Rep. Lynn Woolsey e a Rep. Barbara Lee. O Caucus Progressista do Congresso [en] (CPC), uma organização de democratas progressistas, afirmou que os Estados Unidos deveriam concluir sua campanha contra as defesas aéreas líbias o mais rápido possível. O apoio à intervenção militar na Líbia em 2011 dentro do Partido Democrata incluiu o presidente Bill Clinton, o Sen. Carl Levin, o Sen. Dick Durbin, o Sen. Jack Reed, o Sen. John Kerry, a Líder da Minoria na Câmara dos Representantes Nancy Pelosi, o Conselheiro Jurídico do Departamento de Estado Harold Hongju Koh [en] e Ed Schultz.
Em 5 de abril de 2011, o vice-presidente Joe Biden anunciou que Debbie Wasserman Schultz [en] foi a escolha do presidente Obama para suceder Tim Kaine como a 52ª Presidente do Comitê Nacional Democrata. Em 26 de maio de 2011, o presidente Obama assinou a Lei de Extensão dos Prazos do Ato Patriota de 2011, que foi fortemente criticada por alguns no Partido Democrata como uma violação das liberdades civis e uma continuação da administração George W. Bush. Os democratas da Câmara em grande parte se opuseram à Lei de Extensão dos Prazos do Ato Patriota de 2011, enquanto os democratas do Senado foram ligeiramente favoráveis. Em 21 de outubro de 2011, o presidente Obama sancionou três dos seguintes acordos de livre comércio [en]: Acordo de Livre Comércio entre os Estados Unidos da América e a República da Coreia, Acordo de Promoção Comercial Panamá-Estados Unidos e o Acordo de Livre Comércio Estados Unidos-Colômbia. Na Câmara dos Representantes, os representantes democratas em grande parte se opuseram a esses acordos, enquanto os democratas do Senado estavam divididos sobre os acordos. Isso foi uma continuação da política de apoio de Bill Clinton aos acordos de livre comércio.
Quando questionado por David Gregory [en] sobre suas opiniões sobre o casamento entre pessoas do mesmo sexo no Meet the Press em 5 de maio de 2012, Biden afirmou que apoiava o casamento entre pessoas do mesmo sexo. Em 9 de maio de 2012, um dia após os eleitores da Carolina do Norte aprovarem a Emenda 1 [en], o presidente Obama tornou-se o primeiro presidente dos Estados Unidos em exercício a se posicionar a favor do casamento entre pessoas do mesmo sexo. A plataforma do Partido Democrata de 2012 para a reeleição de Obama tinha mais de 26.000 palavras e incluía sua posição sobre numerosas questões nacionais. Sobre questões de segurança, prometia "compromisso inabalável com a segurança de Israel", afirmava que o partido tentaria impedir o Irã de adquirir uma arma nuclear. Pedia um exército forte, mas argumentava que, no ambiente fiscal atual, decisões orçamentárias difíceis deveriam incluir gastos com defesa. Em questões sociais controversas, apoiava os direitos ao aborto, o casamento entre pessoas do mesmo sexo e dizia que o partido estava "fortemente comprometido em promulgar uma reforma imigratória abrangente". No lado econômico, a plataforma pedia a extensão dos cortes de impostos para famílias ganhando menos de 250.000 dólares e prometia não aumentar seus impostos. Elogiava a Lei de Proteção ao Paciente e Cuidados Acessíveis ("Obamacare", mas não usava esse termo). "Opunha-se adamantemente a quaisquer esforços para privatizar o Medicare". Sobre as regras da política, atacava a recente decisão da Suprema Corte Citizens United v. Comissão Eleitoral Federal que permite gastos políticos muito maiores. Exigia "ação imediata para conter a influência de lobistas e interesses especiais em nossas instituições políticas".
Negociações intensas sobre o orçamento no dividido 112º Congresso, em que os democratas decidiram resistir às demandas republicanas por cortes de gastos e ausência de aumentos de impostos, ameaçaram paralisar o governo [en] em abril de 2011 e, posteriormente, geraram temores de que os Estados Unidos pudessem dar calote em sua dívida. Orçamentos restritos continuaram a ser sentidos em nível estadual, onde sindicatos do setor público, uma base importante dos democratas, enfrentaram esforços republicanos para limitar seus poderes de negociação coletiva a fim de economizar dinheiro e reduzir a influência sindical. Isso levou a protestos prolongados de funcionários do setor público e saídas de legisladores democratas solidários em estados como Wisconsin e Ohio. O "Movimento Occupy [en]" de 2011, uma campanha à esquerda por uma liderança econômica mais responsável, não conseguiu impactar a liderança e a política do Partido Democrata da mesma forma que o Movimento Tea Party influenciou os republicanos. Sua liderança mostrou-se ineficaz, e o movimento Occupy perdeu força. No entanto, ecos disso puderam ser encontrados na campanha de nomeação presidencial do senador Bernie Sanders em 2015–2016.
Conservadores criticaram o presidente por respostas "passivas" a crises como os Protestos iranianos de 2009 e a Revolução Egípcia de 2011. Além disso, ativistas liberais e democratas opuseram-se às decisões de Obama de enviar reforços para a Guerra no Afeganistão, retomar julgamentos militares de suspeitos de terrorismo no campo de detenção da Baía de Guantánamo e ajudar a impor uma zona de exclusão aérea sobre a Líbia durante a guerra civil daquele país; no entanto, as demandas dos defensores antiguerra foram atendidas quando Obama cumpriu uma promessa de campanha de retirar as tropas de combate [en] do Iraque. A eleição de 2012 foi marcada por gastos altíssimos, especialmente em anúncios televisivos negativos em cerca de dez estados críticos. Apesar de uma recuperação econômica fraca e alto desemprego, a campanha de Obama mobilizou com sucesso sua coalizão de jovens, negros, hispânicos e mulheres. A campanha venceu em todos os mesmos estados de 2008, exceto dois, Indiana e Carolina do Norte. A eleição continuou o padrão em que os democratas obtiveram mais votos em todas as eleições presidenciais após 1988, exceto em 2004. Obama e os democratas perderam o controle do Senado nas eleições de meio de mandato de 2014 [en], perdendo nove cadeiras nesse corpo e 13 na Câmara controlada pelos republicanos.

### Eleições nos Estados Unidos em 2016

#### Primárias presidenciais do Partido Democrata em 2016
Pesquisas nacionais de 2013 até o verão de 2015 mostraram Hillary Clinton com uma liderança esmagadora sobre todos os seus potenciais oponentes nas primárias. Seu principal desafiante foi o senador de Vermont independente Bernie Sanders, cujos comícios cresciam cada vez mais à medida que ele atraía forte apoio entre democratas com menos de 40 anos. A divisão acentuada entre os dois candidatos foi apresentada como um conflito entre o establishment político e um outsider, com Clinton considerada a candidata do establishment e Sanders o outsider. Clinton recebeu endossos da esmagadora maioria dos detentores de cargos. Sua base principal durante as primárias incluía mulheres, afro-americanos, latinos, minorias sexuais, moderados e eleitores mais velhos, enquanto a base de Sanders era composta principalmente por eleitores jovens com menos de 40 anos e progressistas.

##### Diferenças ideológicas
As diferenças ideológicas entre os dois candidatos representavam a divisão ideológica dentro do Partido Democrata como um todo. Clinton alinhou-se com a ala dos Novos Democratas, que foi a facção ideológica dominante durante as presidências de Bill Clinton, George W. Bush e Barack Obama. Bernie Sanders, que permaneceu independente no Senado durante as primárias (apesar de concorrer à presidência como democrata), é um autodeclarado socialista democrático e representava a ala progressista do Partido Democrata, que inclui políticos como Ed Markey, Alexandria Ocasio-Cortez, Ilhan Omar, Rashida Tlaib e Elizabeth Warren.
Durante as primárias, Sanders atacou Clinton por seus laços com Wall Street e seu apoio anterior à Lei de Defesa do Casamento, à Parceria Transpacífica, ao Acordo de Livre Comércio da América do Norte, ao Oleoduto Keystone [en], à Intervenção militar na Líbia em 2011 e à Guerra do Iraque, enquanto Clinton criticou Sanders por votar contra a Lei Brady de Prevenção à Violência com Armas de Fogo, a Lei de Modernização dos Futuros das Commodities de 2000 [en], a Lei de Proteção ao Comércio Legal de Armas [en] e a Lei de Reforma Imigratória Abrangente de 2007 [en]. Clinton geralmente moveu-se para a esquerda à medida que a campanha avançava e adotou variações de alguns temas de Sanders, como opiniões sobre comércio e mensalidades universitárias. Embora geralmente fosse favorecida nas pesquisas, e tenha vencido o voto popular por dois por cento, ela perdeu a eleição geral para Donald Trump nos votos do Colégio Eleitoral por estado.

## Primeira Presidência de Donald Trump (2017–2021)

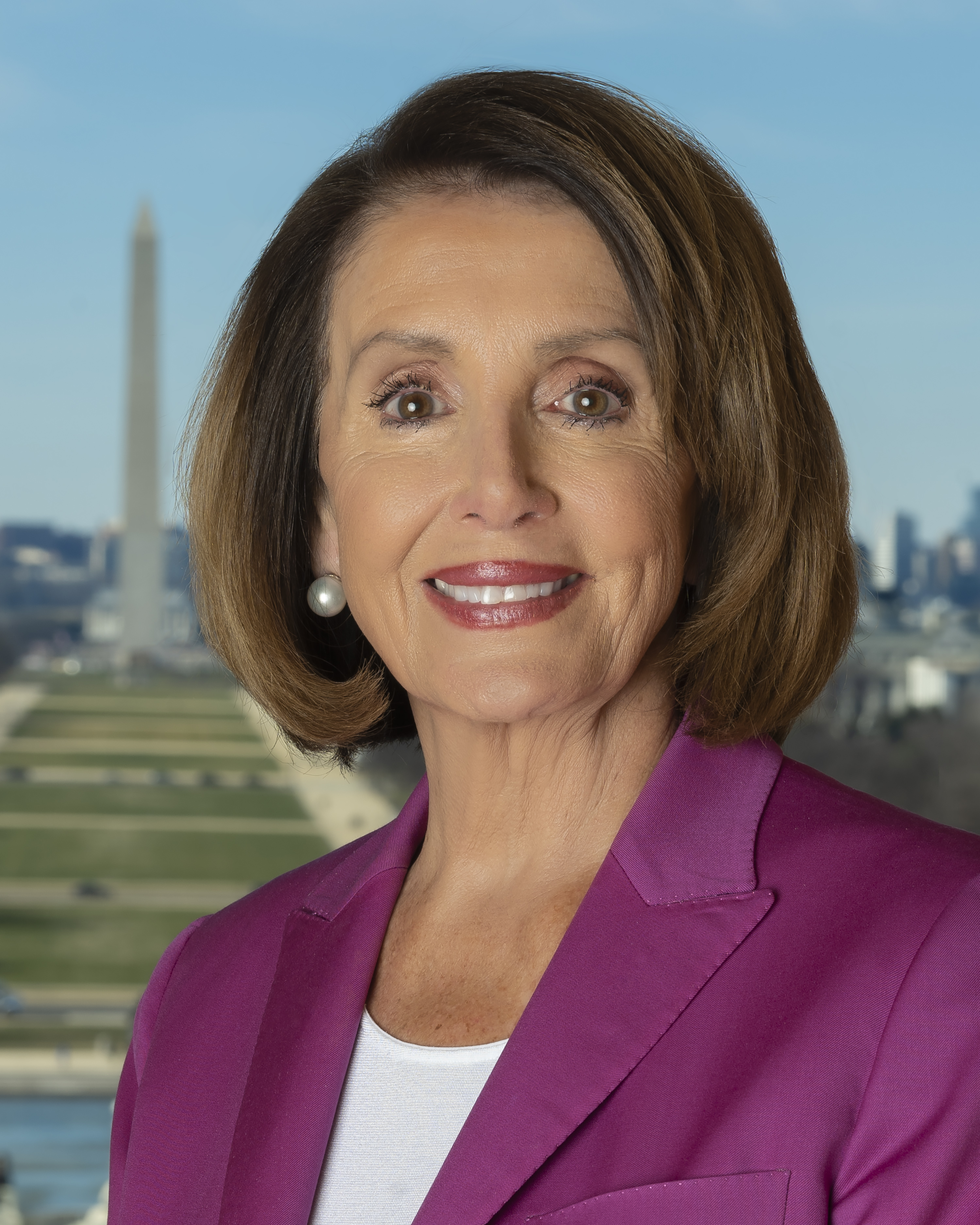
Durante seu segundo mandato como Presidente da Câmara (2019–2023), Nancy Pelosi foi uma crítica ferrenha do presidente Trump.

### Iniciativas
Em 12 de janeiro de 2017, foi criado o Comitê Nacional Democrata de Redistritamento [en], uma Organização 527 [en] focada na reforma do redistritamento [en] e afiliada ao Partido Democrata. O presidente, a presidente executiva e a vice-presidente da organização guarda-chuva são o 82º Procurador-Geral Eric Holder, Elizabeth Pearson e Alixandria "Ali" Lapp, respectivamente. O presidente Obama disse que estaria envolvido com o comitê. Em 15 de maio de 2017, Onward Together, uma organização de ação política, foi lançada por Hillary Clinton para arrecadar fundos para organizações liberais, como Swing Left, Indivisible [en], Color of Change [en], Emerge America [en] e Run for Something.

### Resposta à administração Donald Trump

#### Protestos
Na posse de Donald Trump, 67 membros democratas da Câmara dos Representantes dos Estados Unidos boicotaram a cerimônia. Esse foi o maior boicote por membros do Congresso dos Estados Unidos desde a Segunda posse de Richard Nixon, quando estima-se que entre 80 e 200 membros democratas do Congresso dos EUA boicotaram. A Marcha das Mulheres de 2017 foi um protesto em larga escala em todo o país em favor dos direitos das mulheres e contra as políticas da administração Trump. A marcha encontrou muito apoio dentro do Partido Democrata, incluindo a participação de senadores em exercício como Booker, Duckworth, Harris, Sanders e Warren. Os Protestos por George Floyd e outros protestos contra a brutalidade policial receberam críticas da administração Trump, mas encontraram apoio de muitos congressistas democratas.

#### Impeachments de Donald Trump
Em 2019, a Câmara dos Representantes, controlada pelos democratas, iniciou inquéritos de impeachment sobre a suposta coerção do presidente Trump contra o presidente ucraniano Volodymyr Zelenskyy, ao reter fundos militares para obter material politicamente sensível contra Joe Biden. A Câmara dos Representantes votou pelo impeachment de Trump, com a maioria dos democratas votando a favor de ambos os artigos. Trump foi absolvido pelo Senado controlado pelos republicanos, com todos os senadores democratas votando culpado. Em 2021, a Câmara dos Representantes, controlada pelos democratas, votou novamente pelo impeachment de Trump por seu envolvimento no ataque de 6 de janeiro ao Capitólio dos Estados Unidos, com todos os democratas votando pelo impeachment. Trump foi novamente absolvido pelo Senado controlado pelos republicanos, com todos os senadores democratas votando culpado.

### 116º Congresso dos Estados Unidos
Nas eleições de meio de mandato de 2018, os democratas conquistaram um ganho líquido de 41 cadeiras na Câmara dos Representantes, recuperando a maioria na câmara. Um número recorde de 102 mulheres foi eleito para a Câmara dos Representantes, das quais 90 eram membros do Partido Democrata. Nancy Pelosi foi reeleita presidente da Câmara, e Jim Clyburn [en] foi eleito como o líder da maioria [en]. Os democratas da Câmara prometeram focar em saúde, direitos de voto e supervisão de investigações sobre os inúmeros supostos escândalos da administração Trump. Além disso, há um crescente apoio a um Green New Deal: um conjunto de leis, impostos e projetos que buscam reduzir drasticamente as emissões de carbono e proporcionar aos americanos uma ampla gama de empregos no processo.

### Eleições nos Estados Unidos em 2020

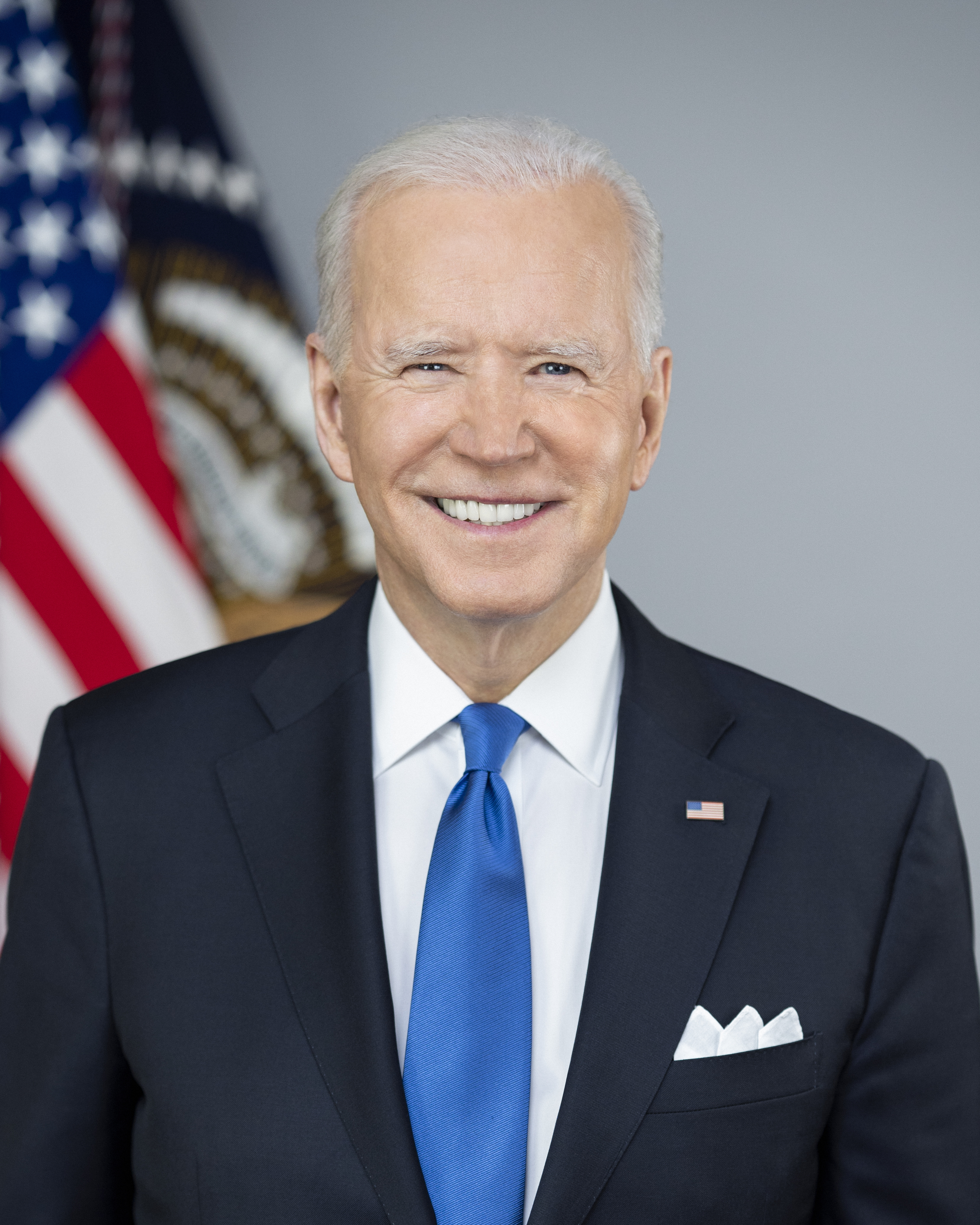
Joe Biden derrotou o presidente em exercício Donald Trump em 3 de novembro de 2020.

As primárias de 2020 tiveram um campo de competição sem precedentes com 29 candidatos principais disputando a indicação do partido, que acabou se reduzindo a uma disputa binária entre o senador Sanders e o ex-vice-presidente Biden após a Super Terça, uma dinâmica semelhante à totalidade das primárias de 2016. No entanto, o período de disputa entre duas pessoas nunca se estendeu tanto quanto em 2016, pois a consolidação dos moderados no partido, uma série de vitórias de Biden em estados-chave e a pandemia global de COVID-19 permitiram que Biden finalmente derrotasse seu último rival, o senador Sanders. Representando o lado mais centrista do partido, o ex-vice-presidente Biden posicionou-se como um estadista experiente pronto para liderar em momentos de crise que exigiam forte experiência executiva. Biden prometeu elegibilidade e a derrota de Trump.
Em termos de apoio dos eleitores, Biden dominou entre afro-americanos, brancos suburbanos, eleitores acima de 50 anos e democratas conservadores recém-chegados que se juntaram ao partido após deixarem o GOP em resposta a Trump e ao estigma ligado às suas políticas. O senador Sanders liderou uma coalizão igualmente diversa de latinos, progressistas convictos e eleitores de todas as raças com menos de 50 anos. Outros candidatos importantes foram Elizabeth Warren, Michael Bloomberg, Pete Buttigieg e Amy Klobuchar. Durante toda a campanha da eleição geral, Biden mostrou ter uma vantagem significativa nas pesquisas de opinião pública.
Em 3 de novembro de 2020, Joe Biden derrotou o presidente em exercício Donald Trump por um resultado no Colégio Eleitoral de 306–232. Sua vitória foi a primeira vez que um desafiante derrotou um presidente em busca da reeleição desde a perda de George H. W. Bush em 1992. Sua companheira de chapa, Kamala Harris, tornou-se a primeira mulher e pessoa de ascendência africana e sul-asiática a se tornar vice-presidente na história. No Congresso, os democratas mantiveram sua maioria na Câmara e reivindicaram a maioria no Senado dos EUA com uma divisão de 50–50.

## Presidência de Joe Biden (2021–2025)

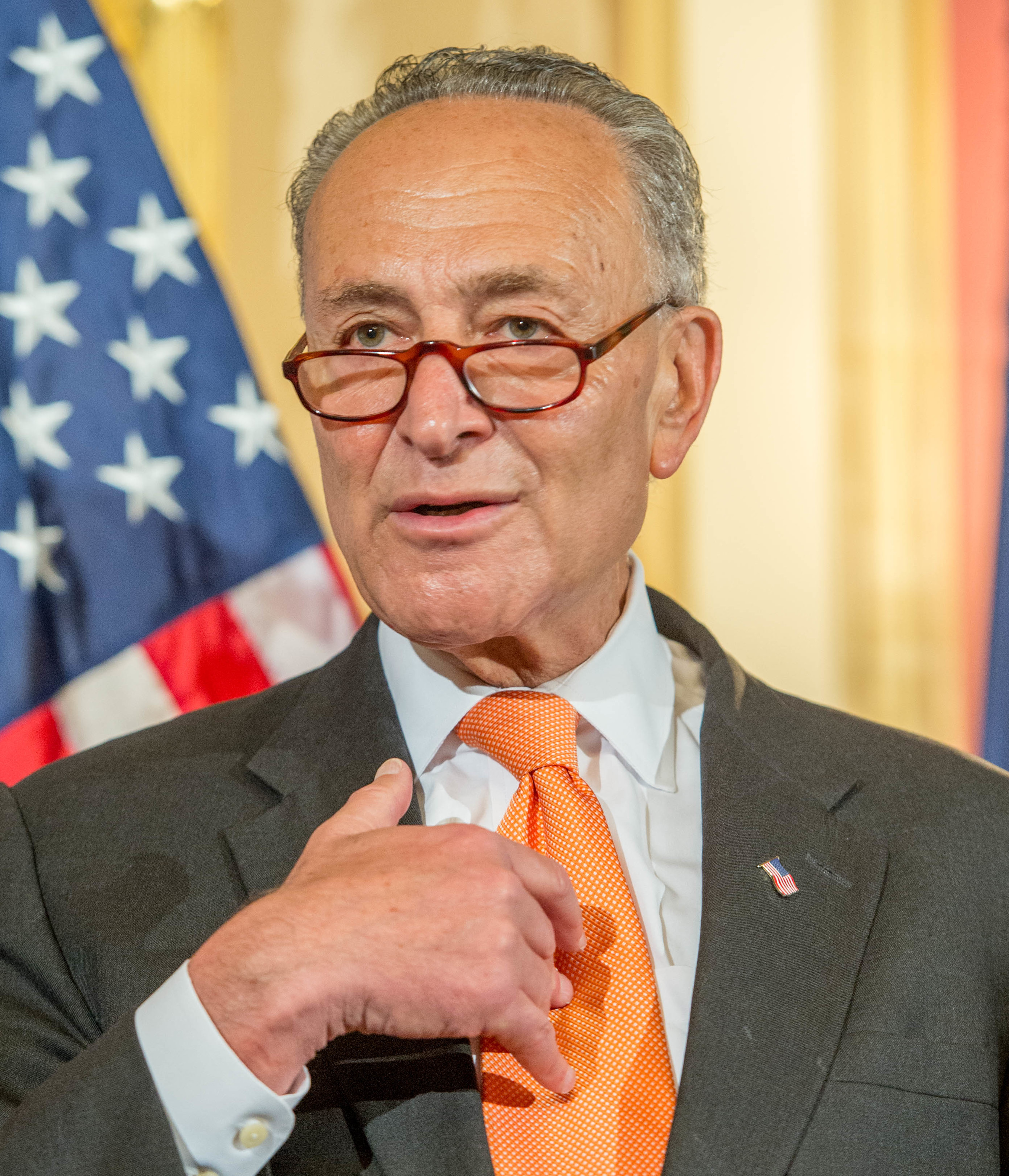
Líder da Maioria no Senado Chuck Schumer (2021–2025).

Em 20 de janeiro de 2021, Biden foi empossado como o 46º presidente dos Estados Unidos. Ele assumiu o cargo com uma trifecta governamental [en] completa, controlando a Câmara e o Senado, com os democratas vencendo as eleições senatoriais regular e especial na Geórgia. A confirmação do Colégio Eleitoral da eleição de Biden foi interrompida por tumultos, incluindo o Ataque ao Capitólio dos Estados Unidos em 6 de janeiro e tentativas de anular a eleição presidencial de 2020. O presidente Biden sancionou o Plano Americano de Resgate Econômico de 2021 durante seus primeiros 100 dias na Casa Branca, um projeto de estímulo econômico para enfrentar a Pandemia de COVID-19.
Biden assinou a Lei de Investimento em Infraestrutura e Empregos [en] bipartidária de 1,2 trilhão de dólares, que incorporou aspectos de seu Plano de Empregos Americano. Embora não tenha conseguido um acordo para aprovar uma ampla expansão da rede de segurança social conhecida como Lei Build Back Better, as negociações levaram à Lei de Redução da Inflação de 2022 [en], que contém investimentos expansivos em clima, reforma na execução de impostos e reforma nos preços de medicamentos prescritos. Os principais negociadores foram Joe Manchin e Kyrsten Sinema, junto com o Líder da Maioria Chuck Schumer. Ele confirmou Ketanji Brown Jackson para a Suprema Corte [en] e retornou ao Acordo de Paris. Na política externa, completou a retirada das tropas dos EUA do Afeganistão, e apoiou a Ucrânia contra a Rússia com armas e ajuda. Para fortalecer os semicondutores dos Estados Unidos contra a China, ele assinou a Lei CHIPS e Ciência [en]; ele também assinou a Lei de Honra ao nosso PACT de 2022 [en], expandindo os benefícios de saúde para veteranos por exposições tóxicas.
Após Dobbs v. Jackson Women's Health Organization, que levou a proibições de aborto em grande parte do país, o Partido Democrata se uniu em apoio ao direitos ao aborto. Nas eleições de meio de mandato de 2022 [en], o Partido Democrata perdeu por pouco sua maioria na Câmara, e Nancy Pelosi aposentou-se da liderança do partido após 20 anos, com o partido elegendo Hakeem Jeffries como seu líder na Câmara; no entanto, o partido ganhou uma cadeira no Senado e obteve alguns avanços em nível estadual. Em 2024, o partido detinha a presidência e a maioria no Senado, além de 24 governos estaduais, 19 legislaturas estaduais e 17 trifectas de governo estadual (controle do governo e de ambas as casas legislativas). Três dos nove juízes em exercício da Suprema Corte foram nomeados por presidentes democratas. Em 21 de julho de 2024, Biden desistiu da corrida presidencial, endossando a vice-presidente Kamala Harris como a indicada democrata. Em 5 de agosto de 2024, Harris garantiu delegados suficientes na Convenção Nacional Democrata de 2024 para se tornar a indicada oficial do partido.
Na Eleição presidencial dos Estados Unidos em 2024, Harris perdeu para Trump por uma margem de 312–226 no Colégio Eleitoral, o pior resultado para um democrata desde 1988. A impopularidade do presidente Biden, o declínio do apoio democrata entre grupos raciais e étnicos-chave e estratégias de campanha equivocadas contribuíram para sua derrota na eleição. Trump também venceu o voto popular pela primeira vez após perdê-lo em 2016 e 2020, tornando-se o primeiro presidente não incumbente desde Cleveland a reconquistar a Casa Branca. Assim como outras democracias ocidentais na era inflacionária pós-COVID-19, o país deslocou-se para a direita, juntando-se ao "cemitério de incumbentes" para o ano eleitoral; no entanto, os democratas tiveram um desempenho melhor nas disputas de escalão inferior, onde mantiveram margens republicanas extremamente estreitas na Câmara dos Representantes e venceram no Arizona, Michigan, Nevada e Wisconsin nas eleições para o Senado, enquanto Trump ganhou nesses estados.
Um dos poucos grupos demográficos em que Harris em 2024 melhorou em comparação com Biden em 2020 foram os eleitores brancos com diploma universitário (53-45% contra 51-48%), especialmente as mulheres brancas com diploma universitário (58-41% contra 54-45%). Os homens brancos com diploma universitário permaneceram inalterados (48-50% contra 48-51%). Harris perdeu apoio de quase todos os outros grupos demográficos, incluindo eleitores hispânicos (54-44%), asiáticos (58-40%) e brancos sem diploma universitário (31-67%).